# Griechische Militärdiktatur

Die von den Obristen eingeführte neue Nationalflagge. Sie verwendete ein dunkleres Blau als die Nationalflagge Griechenlands.

Griechische Militärdiktatur oder Das Regime der Obristen (griechisch Χούντα των Συνταγματαρχών Chounta ton Syntagmatarchon), im griechischen Sprachgebrauch auch Die Junta (Η Χούντα I Chounta, nach dem spanischen Begriff Junta), sind Bezeichnungen für das rechtsextreme, nationalistische Militär-Regime, das in Griechenland von April 1967 bis Juli 1974 herrschte.
Am Morgen des 21. April 1967 kam es zum Putsch des Militärs in Griechenland und zu dessen Machtübernahme. Das Regime konnte sich im Zusammenhang mit dem Nahostkonflikt und der militärischen Bedeutung Griechenlands für die NATO und die USA vorübergehend stabilisieren, doch zeichnete sich seine Auflösung nach Unruhen in der Bevölkerung im November 1973 durch innere Konflikte und einen internen Machtwechsel ab. Nach einem Putschversuch zur Machtübernahme auf Zypern 1974 verlor die Junta jede internationale Duldung und die Unterstützung im eigenen Offizierskorps und wurde zum Rücktritt gezwungen.

## Vorgeschichte

### Nach dem Bürgerkrieg
Anderthalb Jahre nach dem Ende der deutschen Besatzung im Zweiten Weltkrieg begann im März 1946 der griechische Bürgerkrieg. Unterstützung erfuhren die gegnerischen Parteien einerseits von der Sowjetunion und Jugoslawien, andererseits von Großbritannien und den USA. Der Bürgerkrieg endete erst 1949 mit der Niederlage der kommunistischen Verbände. Rechte Kräfte dominierten in den folgenden Jahren, gestützt auf Militär und Polizei. Die USA, die gemäß der „Truman-Doktrin“ eine weitere Ausbreitung des sowjetischen Einflusses verhindern wollten, unterstützten die westlichen Länder mit dem Marshallplan. Am 18. Februar 1952 wurden Griechenland und die Türkei in die NATO aufgenommen; Griechenland war damals der einzige verbliebene nichtkommunistische Staat auf dem Balkan.
Unter König Paul I. wechselten in den folgenden Jahren mehrfach die Ministerpräsidenten: Nikolaos Plastiras, Sophoklis Venizelos, Ioannis Theotokis, Dimitrios Kiousopoulos und Konstantinos Karamanlis. „Die politische Macht lag indessen außerhalb von Regierung und Parlament beim König und seinen Beratern, bei der Armee, ihrem von der CIA kontrollierten Geheimdienst, ihren Geheimbünden, bei Polizei sowie paramilitärischen Milizen, die das ländliche Griechenland kontrollierten.“ Karamanlis, der die von ihm gegründete Partei ERE (Nationalradikale Union) führte, hatte das Amt von 1955 bis 1963 inne. Er trieb die Industrialisierung des Landes voran, führte es an Westeuropa heran und konnte den Zypernkonflikt 1959 vorläufig beenden (siehe Zürcher und Londoner Abkommen). Sein Rücktritt auf Grund von Differenzen mit dem König hatte eine Neuwahl am 3. November 1963 zur Folge, aus der die eher links gerichtete Zentrumsunion (griechisch Ένωση Κέντρου Enosi Kentrou, EK) als stärkste Partei hervorging. Neuer Ministerpräsident wurde Georgios Papandreou. Bei der Parlamentswahl am 16. Februar 1964 erreichte die EK 52,72 Prozent der Stimmen und 171 der 300 Mandate. In der Zypernfrage unterstützte er die unabhängige Politik von Erzbischof Makarios.

### Die Regierung von Georgios Papandreou
Mit einer vorsichtigen Reformpolitik zielte Papandreou auf eine Liberalisierung des Landes und auf eine expansive und soziale Wirtschaft. Auch die für ausländische Investoren äußerst vorteilhaften Verträge wurden zum Teil neu ausgehandelt. Diese Politik stieß nicht nur bei der extremen Rechten, sondern auch bei Eliten und dem Königshaus auf Widerstand.
Die Lage spitzte sich zu, als nach der Aufdeckung der „Aspida-Verschwörung“, eines angeblichen Zusammenschlusses linksgerichteter Armeeoffiziere durch konservative Zeitungen und aufgrund der Enthüllungen über die Rolle seines Sohnes Andreas in dieser Affäre „Papandreou im Juli 1965 ernstlich Miene machte, die Armee der Aufsicht des Parlaments und damit der liberalen Mehrheit zu unterwerfen. Der weitestgehend politisch unerfahrene junge König Konstantin II., der seinem am 6. März 1964 verstorbenen Vater gefolgt war, zwang Papandreou zum Rücktritt und berief ohne Rücksicht auf die Mehrheitsverhältnisse im Parlament eine Regierung seiner Wahl.“ Diese wiederum wurde vom Parlament nicht bestätigt.
Zwischen Mitte Juli und Anfang September 1965 waren Athen und alle großen griechischen Städte Schauplätze täglicher Kundgebungen für Papandreou und die Demokratie. Der Versuch der Demonstranten, durch die Forderung nach Neuwahlen – wie Papandreou es verlangte – die Bildung einer königstreuen Regierung zu verhindern, war vergeblich. Schließlich gelang es den Royalisten mit Hilfe von Bestechung und Versprechungen, genügend Abgeordnete des „Zentrums“ in ihr Lager zu ziehen, worauf die dritte vom König vorgeschlagene Regierung im Parlament über eine Mehrheit von einer Stimme verfügte. Parallel dazu arbeiteten der König und die ihm treuen Generäle – die so genannte „große Junta“ – mit Kenntnis der US-Regierung an einem Plan zur Errichtung einer Militärdiktatur, falls es mit „demokratischen Mitteln“ nicht gelingen sollte, die Rückkehr von Georgios Papandreou an die Macht zu verhindern.
Die heftige Polemik Papandreous gegen König und Militär „führte zu einem Schulterschluss aller rechten Kräfte“. Als sich politische Spannungen im Frühjahr 1967 immer mehr zuspitzten und Konstantin und die Militärführung zögerten, sahen sich die Mitglieder der kleinen Junta als „Retter der Nation, die handelten – auch ohne die Amerikaner“.

## Der Staatsstreich

### Der Plan
Die „kleine Verschwörergruppe um Oberst Papadopoulos, Generalleutnant Pattakos und General Zoitakis putschte in der Nacht zum 21. April 1967 und stellte Konstantin vor vollendete Tatsachen.“ Der Putsch der kleinen Junta kam für alle Seiten überraschend. Pattakos’ Panzer besetzten alle strategisch wichtigen Punkte in Athen, doch erst als Generalstabschef Spandidakis zu den Putschisten überlief und den Prometheus-Plan auch an das 3. Armeekorps im Norden übermittelte, war der Erfolg des Putsches gesichert.
Die Bevölkerung bekam von dem Staatsstreich überwiegend erst am folgenden Morgen mit, als im Radio eine Bandansage lief, in der die Machtübernahme des Militärs mit „Gefahren für die öffentliche Sicherheit“ gerechtfertigt wurde und eine sofortige 24-stündige Ausgangssperre verkündet wurde, zwischen den Wiederholungen lief Marschmusik.

### Rolle der USA und der CIA
Bevölkerung und Öffentlichkeit sahen sich einem Staatsstreich gegenüber, von dem niemand die Urheber und den wirklichen Umfang kannte; seine Organisation erschien zu diesem Zeitpunkt als das gemeinsame Werk des Königspalastes, der traditionellen Rechten, der Streitkräfte und der Amerikaner (hier insbesondere der CIA). Etwa 300 Putschisten gehörten zu einer NATO-Brigade, die in den USA ausgebildet worden war. Sie nutzten während des Putsches die geheime „Prometheus“-Kommandostruktur.  Der deutsche Historiker Heinz A. Richter bestritt eine direkte Beteiligung der Amerikaner. Zwar habe man in Washington über die Pläne des Königs und der Obristen Bescheid gewusst, doch die konkreten Vorbereitungen waren ihnen entgangen. Man hatte erwartet, dass ein Putsch nur auf das Signal des Königs hin beginnen würde. Dem gegenüber hatte Botschafter Phillips Talbot wiederholt klargemacht, dass die US-Regierung eine Diktatur ablehne. Als die Obristen am 21. April dann doch putschten, seien Diplomatie und Geheimdienste der USA ebenso überrascht gewesen wie König Konstantin und die übrigen Sicherheitskräfte in Griechenland. Der amerikanische Politikwissenschaftler Louis Klarevas weist auf die Überraschung und die Empörung der Regierung Johnson hin, die auf die Nachricht von dem Putsch sofort die militärische Zusammenarbeit mit Griechenland einstellte. Erst die Regierung Nixon (20. Januar 1969 bis 9. August 1974) habe eng mit dem Obristenregime kooperiert. Die in Griechenland verbreitete These, die Vereinigten Staaten hätten den Putsch in Auftrag gegeben, sei eine „Verschwörungstheorie“.

### König Konstantin und die Putschisten
Die Putschisten überbrachten dem König frühmorgens um 6 Uhr einen Brief mit der Erklärung Spandidakis über seine Unterstützung des Putsches und zwei Erlasse zur Unterzeichnung. „Der König unterschrieb den Erlass, der die Freiheiten und die Menschenrechte aufhob und den Belagerungszustand verhängte, nicht.“
Dann fuhr Konstantin nach Athen ins „griechische Pentagon“ und verhandelte mit den dortigen Militärs erst widerstrebend, dann einwilligend. Im Trio der Putschisten ersetzte Makarezos den General Zoitakis. Es wurde ein Kabinett gebildet mit Generalstaatsanwalt Konstantinos Kollias als Premier und Spandidakis als seinem Stellvertreter. Papadopoulos figurierte als Minister im Amt des Premiers, Pattakos als Innenminister, Mazarekos als Koordinationsminister und Ikonomu-Gouras blieb Außenminister. „Um 17:15 wurde die Regierung vom Beichtvater des Königs vereidigt“, da sich Erzbischof Chrysostomos II. von Athen entzog.
Danach sprach Konstantin mit US-Botschafter Talbot und übermittelte das Versprechen der Junta, Wahlen abzuhalten und die Ordnung zu garantieren. Talbot erklärte sich bereit, die königliche Familie evakuieren zu lassen, aber nicht militärisch zu intervenieren. Eine Schiffsladung mit Waffen für Griechenland wurde in die Türkei umdisponiert, um keine Unterstützung für den Umsturz zu signalisieren.
Später am 21. April rief die Zeitungsverlegerin Eleni Vlachou beim König an und riet ihm, „auf Distanz zu den Putschisten zu bleiben und […] sich nicht mit ihnen fotografieren zu lassen.“ Daran hielt Konstantin sich jedoch nicht.

### Die ersten Verhaftungen
„In der Nacht zum 21. April 1967 ging eine erste Verhaftungswelle über Griechenland hinweg. [… diese] zog sich über mehrere Tage hin. […] Wie brutal die Verhaftungen durchgeführt wurden, hing davon ab, wer sie ausführte. […] Nach Angaben des […] Spiegel sollen 8000 Personen verhaftet worden sein. Prominente […] wurden in einem Hotel interniert. […] ‚Normale‘ Verhaftete wurden in den Fußballstadien der Athener Vororte von Karaiskakis und Nea Filadelfia sowie in der Pferderennbahn von Faliron eingesperrt.“ Unter den Prominenten waren der 79-jährige Georgios Papandreou, die meisten Minister der amtierenden Regierung, Dutzende Abgeordnete, hohe Verwaltungsbeamte, Journalisten, Rechtsanwälte, Schriftsteller und Künstler. Mikis Theodorakis wurde noch in der Nacht gewarnt, und es gelang ihm, sich vorerst der Haft zu entziehen. Die „Normalen“ waren Hunderte von Funktionären und aktive Mitglieder aller politischen Parteien, der Gewerkschaften, der Jugendorganisationen, der Klubs und viele Namen auf der „allgemeinen“ Liste aller „verdächtigen“ Bürger – zum Teil noch aus der Zeit des Bürgerkrieges, so dass selbst Veteranen der Partisanenkämpfe gegen die deutsche Besatzung im Zweiten Weltkrieg verhaftet wurden.
Es gab auch Ausnahmen:

„Die über achtzigjährige Frau Maria Svolos [EDA-Abgeordnete] wurde um 2 Uhr 30 morgens von einer Gruppe Soldaten durch Klopfen geweckt. Obwohl schwer gehbehindert – schleppte sie sich zur Tür. Als der junge Leutnant sie erblickte, senkte er die Augen und stotterte einige Worte: ‚Sie sind verhaftet. Machen Sie sich fertig und folgen Sie uns.‘ Die alte Dame hob ihren Krückstock und schrie die Soldaten an, sich wegzuscheren. Ohne ein Wort zu sagen, machten sie kehrt.“

Am 28. April erklärte Pattakos gegenüber US-Botschafter Talbot: Bis zum 26. April habe man 6500 Verhaftungen vorgenommen, von denen 1701 wieder freigelassen worden seien. Von den restlichen Gefangenen seien 1558 auf die Insel Gyaros geschafft worden und 1727 würden gerade dorthin transportiert. 2152 befänden sich noch in Haft auf dem Festland. Die Häftlinge würden in drei Kategorien eingeteilt, wovon die beiden ersten einem Umerziehungsprozess unterworfen würden, um aus ihnen gute Bürger zu machen. Zu den „Unerziehbaren“ gehörten die Kommunisten. Abschließend betonte er seinen Wunsch, eng mit den USA zusammenzuarbeiten.

### Die Haltung der USA
US-Außenminister Dean Rusk, der anfangs auf Konstantin gesetzt hatte – „man solle es dem König überlassen, auf eine Liberalisierung zu drängen“ –, teilte am 2. Mai 1967 Talbot mit, „er habe den Eindruck, dass der König vor dem Regime zu schnell zurückweiche.“ Rusk befürchtete, dass nun Druck auf die Junta im Hinblick auf eine Normalisierung, diese veranlassen könnte, in Zypern jede Vereinbarung über eine eigenständige türkische Basis auf der Insel („a sovereign Turkish base on the island“) zu verhindern.
„Rusks Befürchtungen waren realistisch und verlangten von Talbot einen diplomatischen Seiltanz, der auch in den nächsten Monaten in etwa realisiert wurde. Aber der arabisch-israelische Krieg Anfang Juni 1967 (Sechs-Tage-Krieg) ruinierte diesen Balanceakt.“ Nun waren die USA logistisch auf Griechenland „im Mantel der NATO“ angewiesen und die Junta konnte sagen: „Wir sind eure Verbündeten, ob ihr wollt oder nicht.“ („we are your allies whether you like us or not“).

### Die beiden königlichen Erlasse
Als erste amtliche Maßnahme wurde auch ohne Unterschrift des Königs der erste königliche Erlass – als von ihm unterzeichnet – veröffentlicht:

„Gemäß Art. 91 der Verfassung bestimmen Wir, der König der Griechen, aufgrund der dem Land drohenden Gefahren für die öffentliche Sicherheit und Ordnung die Aufhebung des Art. 5, 6, 8, 10, 11, 12, 14, 18, 20, 95 und 97 der geltenden Verfassung für das gesamte Staatsgebiet. Der Minister des Innern wird beauftragt, vorliegenden Erlass zu veröffentlichen und auszuführen. Gezeichnet: Konstantin, König der Griechen. Der Ministerrat: Präsident, die Mitglieder.“

Der so genannte zweite königliche Erlass war eine Ergänzung des ersten und enthielt praktische Ausführungsbestimmungen.

### Die Einrichtung der Lager
„Während die Junta die Angehörigen der Oligarchie mit Samthandschuhen anfasste, [… war] die Behandlung der 'Kommunisten' hingegen unmenschlich.“ Nach 5 Tagen in den Stadien wurden sie Ende April 1967 auf Autofähren zusammengepfercht und nach Gyaros transportiert, einer unbewohnten, gebirgigen und weitestgehend kahlen Insel. Ein Drittel der 6500 Häftlinge war schon über 50 Jahre alt und die meisten mussten im Freien nächtigen. Die Versorgung war minimal, das auf Tankschiffen herbeigebrachte Wasser kaum trinkbar.
Anfang August flog der Fotograf Fred Ihrt mit einem libanesischen Piloten in einer einmotorigen Piper über Gyaros und machte Aufnahmen, die in den Zeitungen für Empörung und weltweite Proteste sorgten. „Im September 1967 gab die Junta dem weltweiten Druck nach und verlegte die Häftlinge nach Leros und Kreta.“

„Ständiger politischer Druck aus Europa, der Besuch der Lager durch das Internationale Rote Kreuz (IRC) und durch Amnesty International führte dazu, dass die Haftbedingungen verbessert wurden […] und im März 1968 von den 6500 Gefangenen vom April 1967 bis auf 2000 ‚in der Wolle gefärbte‘ (hardcore) Kommunisten alle entlassen [waren], aber diese weigerten sich standhaft, eine Reueerklärung (Dilosis) zu unterzeichnen.“

Wenig später gab Pattakos die Existenz von knapp 2500 Gefangenen zu.
„Im Gegensatz zum Bürgerkrieg gab es während der Obristendiktatur keine systematischen Hinrichtungen, dafür Folterungen in unvorstellbarem Ausmaß.“

„Gefoltert wurde in Athen, Piräus, Saloniki, Patras und Kreta. Etwa 200 Angehörige der Polizei und Gendarmerie, der Sicherheitspolizei (Asfalia) und des Militärs beteiligten sich aktiv daran. Das Hauptfolterzentrum war das Hauptquartier der Asfalia in der Bouboulinas-Straße 21 direkt hinter dem Archäologischen Museum […] Der Fantasie der Folterer waren keine Grenzen gesetzt.“

Pattakos verkündete: „Wer sich weigert, die Reueerklärung zu unterzeichnen, wird das Lager nur als faulender Kadaver verlassen.“
Im Juni 1968 veranstaltete die Junta vor einem Athener Militärtribunal einen Schauprozess, um die Foltervorwürfe zu widerlegen. Zwar schwiegen die angeklagten Militärangehörigen, doch die zivilen Mitangeklagten widerriefen erpresste Aussagen. Das Gericht war so entsetzt, dass es 13 Angeklagte freisprach. Ähnlich verliefen andere Maßnahmen, mit denen sich die Junta „rein waschen“ wollte.

### Reaktionen des Europarates
Nach einer Klage der skandinavischen Regierungen und der Niederlande vor der Europäischen Kommission für Menschenrechte verabschiedete die beratende Versammlung des Europarates am 26. September 1967 eine Resolution, in der Griechenland schwerer Menschenrechtsverletzungen beschuldigt wurde. Eine weitere Prüfung wurde angekündigt und gegebenenfalls der Ausschluss aus dem Europarat angedroht. Athen drohte, die Wirtschaftsbeziehungen zu den skandinavischen Ländern abzubrechen. Es dauerte jedoch infolge verschiedener Verzögerungsmanöver und Liberalisierungsankündigungen des Regimes mit der Ausschlussentscheidung noch bis zum 12. Dezember 1969 – wobei der neue griechische Außenminister Pipinelis dem Ausschluss aus dem Europarat durch eine Austrittserklärung zuvorkam.

## Die Etablierung des Regimes
Die Verhaftungswelle in der Putschnacht zum 21. April 1967 hatte die Opposition in Griechenland völlig unvorbereitet getroffen und ausgeschaltet. Auch das weitere Vorgehen der Junta besaß planmäßigen und systematischen Charakter. Neben der militärischen Besetzung von Schlüsselpositionen und den Verhaftungen galten die Sofortmaßnahmen der Kontrolle von Radio, Fernsehen und Presse:
- „Schon am 21. April begann die Zensur der Medien. […] Die liberale Elefteria stellte ihr Erscheinen ein. Die drei EDA-Organe wurden verboten. Die Verlegerin Eleni Vlachou weigerte sich, ihre Blätter zensieren zu lassen und stellte ihr Erscheinen ein.“ Sie blieb weiterhin unbotsam, und nachdem sie der italienischen Zeitung La Stampa ein Interview gegeben hatte, wurde sie vor dem Athener Militärtribunal angeklagt. Dem Hausarrest entzog sie sich Mitte Dezember 1967 durch die Flucht mittels eines gefälschten Passes nach London.[26]
- Der nächste Schritt (am 22. April 1967) galt bereits einer politischen Legitimation durch die Veröffentlichung eines Verfassungsdekrets. Es kündigte eine neue Verfassung an, die durch ein Plebiszit ratifiziert werden sollte. Ein zweites Dekret verhängte den Belagerungszustand und enthielt die Ankündigung weiterer Dekrete durch die Regierung, die „aufgrund der Abwesenheit des Parlaments“ Gesetzescharakter hätten.
- Am folgenden Tag, dem 23. April, trat der neue Regierungssprecher Nikolaos Farmakis auf und rechtfertigte den Putsch als Vorbeugungsmaßnahme gegen eine Kundgebung von G. Papandreou an diesem Tag in Thessaloniki, zu der „weit über 100.000 Menschen erwartet worden seien. Papandreou habe zu einer Volksrevolution aufrufen wollen, und es wäre bestimmt zu Gewalt und Blutvergießen gekommen.“
- Am 27. April 1967 gab Papadopoulos eine internationale Pressekonferenz, rechtfertigte den Putsch mit der Drohung einer kommunistischen Machtübernahme und bezeichnet Griechenland als einen Patienten, „der auf dem Operationstisch liegt“ und den der Chirurg „für die Dauer der Operation mit Ledergurten fixiert und narkotisiert […]“[27] Der „Revolution zur Rettung der Nation“ („Ethnosotirios Epanastasis“) vor einer kommunistischen Verschwörung gegenübergestellt wurde das Leitbild eines „Hellas christlicher Hellenen“ (griechisch Ελλάς Ελλήνων Χριστιανών Ellas Ellinon Christianon). Das Regime bestimmte den aus den Flammen aufsteigenden Vogel Phönix – ein aus den Zeiten des Befreiungskrieges bekanntes Symbol der Wiedergeburt Griechenlands – mit der Silhouette eines bewaffneten Soldaten versehen als neues Staatssymbol.

Die Einschätzung der Machtverhältnisse in Griechenland durch die Junta zeigte sich darin, dass der nächste Schlag – noch vor der Justiz – der Kirche galt:
- Anfang Mai wurde die heilige Synode aufgelöst, die Zahl ihrer Mitglieder von 12 auf 9 reduziert, die zwar gewählt werden durften, deren Bestätigung sich jedoch die Regierung vorbehielt. Durch die Herabsetzung der Altersgrenze für Bischöfe auf 80 Jahre verlor der 87-jährige regimefeindliche Erzbischof Chrysostomos von Athen sein Amt. „Der Beichtvater des Königs, der Archimandrit Ieronymos Kotsonis, wurde am 14. Mai zum neuen Erzbischof gewählt.“[28] Gleichzeitig ersetzte das Regime Bischöfe in der Provinz.
- „Am 29. April wurde die EDA verboten. Am 4. Mai wurden die Jugendorganisationen aller Parteien, etwa 200 Gewerkschaften, Sport- und Kulturvereine verboten. […] Bürgermeisterwahlen und Gemeinderatswahlen wurden abgeschafft. Die Bürgermeister von Piräus und vier weiteren Städten in Attika wurden amtsenthoben. […] Jede Familie wurde verpflichtet, innerhalb von zwei Stunden Gäste polizeilich zu melden. Jeder konnte ohne Haftbefehl verhaftet und ohne Urteil beliebig lange festgehalten werden.“[29]
- 1. Mai: Um die Bauern als Anhängerschaft hinter sich zu bringen, setzte die Junta ein seit 1958 bestehendes Gesetz um, das bisher nie angewendet worden war: „Land, das Städten und Gemeinden gehörte, wurde an landlose Bauern verteilt. […] Die Mittel für die medizinische Versorgung auf dem Land wurden erhöht. Im Juni 1967 sollten die Renten der Bauern um 70 % erhöht werden. Doch solche rosigen Perspektiven hatten mit der Realität wenig zu tun, wie sich bald zeigen sollte.“[30]

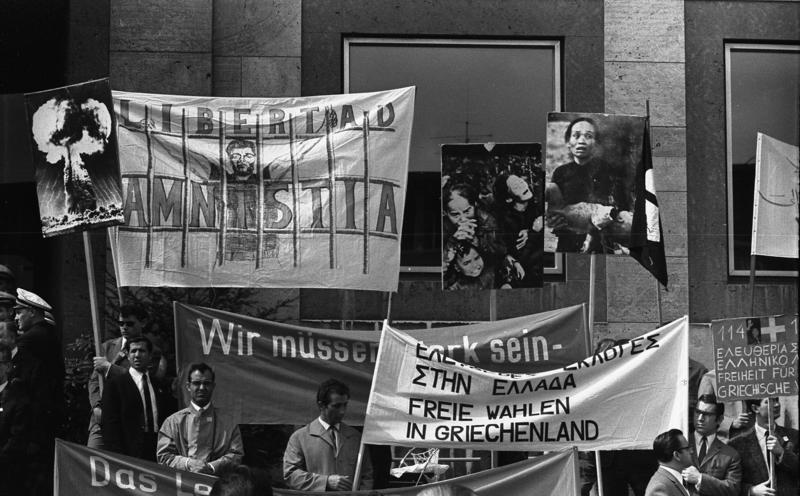
Proteste gegen die Junta während einer Maikundgebung in Stuttgart, 1967

- Auslandsgriechen konnte ohne weiteres die Staatsbürgerschaft entzogen werden – „Der Schauspielerin Melina Mercouri wurde am 12. Juli 1967 von Pattakos die griechische Staatsbürgerschaft entzogen und ihr Eigentum in Griechenland konfisziert. Ihre Reaktion war charakteristisch: ‚Ich bin als Griechin geboren und werde als Griechin sterben. Herr Pattakos ist als Faschist geboren und wird als Faschist sterben.‘ Die juntahörige Kirche exkommunizierte Melina.“[31]
- „Am 21. Juni 1967 wurde ein Gesetz erlassen, das eine Säuberung der Universitäten von allen Professoren vorsah, deren Verhalten nicht die nötige Loyalität gegenüber der neuen Ordnung oder den nationalen Idealen zeigte.“
- Ebenfalls im Juni 1967 nahm eine Expertenkommission die von Premierminister Kollias angekündigte neue Verfassung in Angriff – dafür gab es „Vorgaben“: Vor allem sollte die Exekutive nicht mehr von der Legislativen kontrolliert werden und direkt einen Teil der gesetzgeberischen Rechte erhalten. Die Erstellung einer Verfassung sollte demokratisch gesinnten Persönlichkeiten und auch der Bevölkerung die Hoffnung auf ein Ende von Willkür und eine Rückkehr zu gesetzlich geordneten Verhältnissen geben.

Im Herbst 1967 zeichnete sich jedoch eine für die Junta brisantere Kraftprobe ab, da sie nur noch durch Widerstand innerhalb des Militärs gefährdet werden konnte. Dabei konnte nur der König die Schlüsselposition einnehmen.

## Der Gegenputsch König Konstantins II.
Von Beginn an war das Verhältnis zwischen König und Obristen angespannt. Die Junta war nicht bereit, ihre Macht zu teilen, während der junge Konstantin II. eine aktive politische Rolle spielen wollte, anstatt nur Repräsentationsfigur der Militärregierung zu sein. Zudem war ihm klar, dass eine demokratische Ordnung und Verfassung in Griechenland die Voraussetzung für sein Ansehen als Regent in Europa war.

### Der Plan
„Seit Mitte Mai 1967 begann der König gegenüber Botschafter Talbot mit Überlegungen, wie man die Junta stürzen könne.“ Entscheidend für Konstantin waren die Truppen im Norden des Landes, da er dort mit der größten Loyalität rechnete. Er plante, zuerst die königliche Familie außer Landes zu bringen und dann nach einem Rundfunkaufruf an die Nation von Thrakien aus nach Athen zu marschieren. Dabei sollten die 6. US-Flotte und ein Einsatz von  US-Marines das Unternehmen begleiten. Nach dem Truppenbesuch im Juni erwirkte der König am 11. September 1967 in den USA ein Gespräch mit US-Präsident Johnson. „Als der König Johnson bezüglich einer militärischen Unterstützung im Falle eines Gegenschlags ansprach, zeigte sich dieser sehr reserviert.“
Im Oktober 1967 versuchte der König seine Kontakte auszuweiten.

„Talbot berichtete an das State Departement, dass Konstantin sich intensiv um Unterstützung bei seinem Gegenputsch bemühe, auch unter den Politikern. G. Papandreou habe ihm schon zugesagt. Wer die politische Welt Athens kennt, dem ist klar, dass Konstantin bei dieser Art von Putschvorbereitung sein Vorhaben auch gleich auf offener Straße hätte bekannt geben können. Seit dem 28. Oktober erwartete die Junta den Versuch eines Gegenputsches des Königs.“

Zwar standen die Oberkommandierenden von Marine und Luftwaffe auf der Seite des Königs, doch war die Loyalität im Heer sehr unterschiedlich.
Generalleutnant Konstantinos Kollias, der das 2. Korps in Larisa kommandierte, sagte dem König, dass zur Vorbereitung des Putsches etwa eine Woche notwendig sei, doch lehnte Konstantin dies „aus Geheimhaltungsgründen“ ab und beschloss umgehend, am 13. Dezember 1967 zuzuschlagen.
Er wollte das Unternehmen vom Luftwaffenstützpunkt in Kavala aus leiten und informierte am Tag zuvor Premierminister Kollias, der bereit war, mitzufliegen. „Am Abend forderte Konstantin US-Botschafter Talbot auf, am nächsten Morgen nach Tatoi [Königliche Residenz] zu kommen. Gegen Mitternacht wurden die Offiziere in Nordgriechenland informiert, dass der Gegenputsch am nächsten Tag stattfinden würde.“

### Der Gegenputsch am 13. Dezember 1967
Am Vormittag informierte Konstantin den US-Botschafter und bat ihn, so auf die Junta einzuwirken, dass es nicht zu einem Bürgerkrieg komme. Er übergab ihm auch „ein Tonband mit einem Aufruf an die griechische Öffentlichkeit mit der Bitte, dies über Voice of America zu senden. Talbot nahm das Tonband an, aber in seinem Bericht an das State Departement schrieb er, dass er mit der Sendung solange warten werde, bis klar sei, dass Konstantins Putsch eine Erfolgschance habe.“
Um 10.30 Uhr flogen zwei Flugzeuge nach Norden – im ersten war die königliche Familie und der Premierminister Kollias, im zweiten der Oberbefehlshaber der Luftwaffe, Antonakos, der in Larisa landete, mit dem Befehlshaber des 2. Korps Kontakt aufnahm und alle Flugplätze sperren ließ.
Um 11 Uhr überbrachte ein beauftragter pensionierter General ein Schreiben Konstantins ins Verteidigungsministerium in Athen an den Chef des Generalstabs der Streitkräfte, Angelis, in dem dieser von seiner Absetzung erfuhr und der Übernahme des Oberbefehls durch den König. Angelis ließ den Überbringer festsetzen, informierte Papadopoulos und Makarezos und setzte die Streitkräfte in Alarmbereitschaft. Sofort „nahm man per Funk Kontakt zu den Junta-treuen Einheiten im Norden Griechenlands auf. […] Niemand nahm Konstantins Ankündigung, dass er den Oberbefehl über die griechischen Streitkräfte übernehme, ernst.“
Gegen Mittag landete Konstantins Maschine in Kavala. Der König stellte den Kontakt zur 20. Panzerdivision unter General Andreas Erselman in Komotini her. „In Thessaloniki versuchten inzwischen königstreue Offiziere, die Kontrolle über die Stadt zu übernehmen.“ Sie besetzten das Kommandogebäude des 3. Korps und warteten auf Verstärkung aus Komotini. Um 14 Uhr war Konstantin der Auffassung, dass „alles nach Plan verlaufe“.
Gegen 12 Uhr hatte Admiral Dedes der Flotte den Befehl gegeben, auszulaufen, um den König zu unterstützen. „Das Gros der Flotte verließ 15.30 Uhr die Reede von Salamis, vereinigte sich mit den Einheiten aus Kreta und der Ägäis und nahm Kurs auf Thessaloniki.“
Mittlerweile hatte die Junta „Funkkontakt zu vielen eigentlich königstreuen Kommandeuren in Nordgriechenland aufgenommen, die nun schwankend wurden und zumindest nichts unternahmen.“ Gegen 12.30 Uhr war Botschafter Talbot ins Verteidigungsministerium geholt worden und Papadopoulos wollte von ihm hören, ob er „irgendetwas wisse, was dieser verneinte“. Papadopoulos bat ihn nun ebenfalls, „dazu bei[zu]tragen, Blutvergießen zu vermeiden“.
Nun trafen die Verstärkungen aus Komotini nicht in Thessaloniki ein und Panzergeneral Erselman wurde von seinen eigenen Offizieren unter Arrest gestellt. Am Nachmittag versuchte Konstantin, mit einem Hubschrauber nach Komotini zu fliegen, doch zwang ihn schlechtes Wetter zur Umkehr. Die Flotte wurde zurückbeordert.

„Gegen Mitternacht wurde klar, dass der Gegenputsch des Königs gescheitert war. Um 1.30 Uhr übernahmen juntatreue Kommandeure die Kontrolle über das 3. Korps. Konstantin begriff, dass er sich ins westliche Ausland absetzen musste, wenn er nicht zum Gefangenen der Junta werden wollte. Wenig später flog Konstantin mit seiner Familie nach Rom.“

Die Junta verhaftete 4000 bekannte Royalisten und versicherte, der Monarch sei kriminellen Elementen ins Garn gegangen. Noch „am Abend des 13. Dezember gab die Junta bekannt, dass der König abgesetzt sei und durch General Georgios Zoitakis als Vizekönig ersetzt werde. Papadoupulos übernahm das Premier- und Verteidigungsministerium.“ Kollias war mit in Rom und Spandidakis befand sich auf einer NATO-Tagung im Ausland. Die neue Regierung wurde am 14. Dezember verkündet.
Karamanlis in Paris lehnte ein Treffen mit Konstantin ab. Am 18. Dezember meinte Pattakos, dass der König immer zurückkehren könne. „Als jedoch deutlich wurde, dass der König eine Rückkehr verweigerte, wurden Anfang Dezember 1968 mit dem Gesetzesdekret Nr. 3 kurzerhand die Institute [der Königsmutter Friederike] und das ganze Vermögen in Staatsbesitz überführt.“
Die neue Regierung säuberte die Streitkräfte von allen bekannten Königsanhängern. „Zugleich entließen sich die Juntamitglieder im Dezember 1967 selbst aus dem aktiven Militärdienst, wodurch die Regierung plötzlich aus Zivilisten bestand. Dieser Schritt erleichterte den bisherigen Obersten de facto die Kontrolle über die Streitkräfte, denn nun konnten sie auch ranghöheren Offizieren leichter Befehle erteilen.“

## Die Innenpolitik der Junta
Neben den Maßnahmen der ersten Monate nach dem Putsch und der Auseinandersetzung mit dem Gegenputsch des Königs und der darauf folgenden Disziplinierung ihr unzuverlässig erscheinender Militärs, legte die Junta viel Wert auf Erstellung und Propagierung einer „neuen Verfassung“.

### Die Verfassung von 1968
Die unmittelbar nach dem Putsch angekündigte Erstellung einer neuen Verfassung nutzten die Obristen in verschiedener Hinsicht: Zum einen konnten sie damit die westlichen Regierungen und die Öffentlichkeit der westeuropäischen Länder hinhalten, zum anderen konnten sie die eigenen, verunsicherten Bürger etwas beruhigen. Vor allem und im Vergleich zur alten Verfassung von 1952 konnten sie die Monarchie entmachten und den politischen Klientelismus der Altparteien beseitigen.
Die noch im April 1967 von Premierminister Kollias angesagte juristische Expertenkommission nahm Mitte Juni die Arbeit auf. Offensichtlich ließ es sich nicht vermeiden oder war gar nach außen hin erwünscht, dass Mitglieder dieser Kommission auch hoch angesehene oder gar juntakritische Juristen waren, wie der an der Heidelberger Universität lehrende Professor Themistoklis Tsatsos. Die Vorstellung des Entwurfs ließ jedoch auf sich warten.
„Am 15. März [1968] kündigte Papadopoulos auf einer Pressekonferenz an, dass der Entwurf der neuen Verfassung am nächsten Tag in den Zeitungen veröffentlicht würde.“ Die Bevölkerung war aufgefordert, den Text zu diskutieren und Stellung zu beziehen. Dies wurde zur Farce, da der Text „in einer sehr speziellen juristischen Version der [griechischen Hochsprache] Katharevousa verfasst [war], die Lyzeumsabsolventen, geschweige denn die einfachen Leute, kaum verstanden.“
Und genau in der Zeitphase der vorgeblichen Diskussion der Verfassung beseitigte das Regime seine „Fachleute“:

#### Die Entmachtung der unabhängigen Justiz
Mit der bis dahin noch unabhängigen zivilen Justiz hatte sich die Junta Zeit gelassen. Richter und Staatsanwälte waren Staatsbeamte mit Beamtenstatus und Pensionsberechtigung.

„Am 28. Mai 1968 schlug das Regime zu, indem es ein Gesetz in Kraft setzte, das für drei Tage die unangreifbare Stellung der Richter und Staatsanwälte aufhob.“ Entlassen wurde „der Vorsitzende des Obersten Gerichts und fünf seiner Beisitzer sowie 24 weitere Richter und Staatsanwälte. Sie verloren ihre Pensionsansprüche und erhielten praktisch ein Berufsverbot, denn sie durften nicht einmal mehr als Anwälte arbeiten. Die im Dienst verbleibenden Juristen waren angsterfüllt und funktionierten seitdem, wie das Regime es wollte. […] Als der Staatsrat, eine Art Verfassungsgericht, sich auf die Seite der entlassenen Richter stellte, wurde er entmachtet, was nicht einmal Diktator Metaxas getan hatte.“

#### Das Resultat
Am 11. Juli 1968 präsentierte Papadopoulos den überarbeiteten Text:
- Der König wurde in seinen politischen Rechten weitgehend entmachtet und hatte keinen Einfluss mehr auf die Ernennung des Premiers und auf die Armee.
- Die Zahl der Abgeordneten wurde von 300 auf 150 reduziert und es wurde versucht, das System der „Patenkinder“ zu unterbinden – Klienten, denen bis dahin eine Vielzahl von Vergünstigungen, Konzessionen, Erlaubnissen und an „Gehältern“ zugeflossen waren: „Ein Büro des Handelsministeriums in Piräus hatte auf acht Planstellen 800 Gehaltsempfänger. Zwar schaffte die neue Verfassung die Privilegien der politischen Kaste ab, aber von den Privilegien der militärischen war nirgendwo die Rede.“[45]

Es dauerte nicht lange, bis die Obristen und ihre Helfershelfer ihr eigenes System von Korruption und Klientelismus etablierten.
Über die Parteien herrschte in der neuen Ordnung nun das Verfassungsgericht. Die Kommandogewalt über die Streitkräfte übte die Regierung durch die Ernennung des Oberbefehlshabers aus. In den internen Regelungen stand ein Ausschuss von höchsten Offizieren noch über dem Verteidigungsminister. „Die Streitkräfte bildeten einen Staat im Staat […] die Offizierskaste kontrollierte Staat, Gesellschaft und Gesinnung. […] Der letzte Artikel der Verfassung suspendierte die Menschenrechte bis zu einem nicht genannten späteren Zeitpunkt (Art 138).“

#### Das Plebiszit
Doch viele Griechen und auch die europäische und die amerikanische Öffentlichkeit ließen sich nicht täuschen. „Im September 1968 kamen drei hochkarätige Juristen aus Staaten des Europarates zu der Feststellung, dass die Verfassung insgesamt demokratischen Prinzipien widersprach.“
Am 29. September 1968 fand die Abstimmung über die Verfassung statt. Trotz eines gewaltigen Propagandaaufwandes und „trotz des Wahlzwanges sollen 22 Prozent der wahlberechtigten Griechen nicht zu den Urnen gegangen sein. […] Wer nicht gehen wollte, riskierte Gefängnis […] jedes ‚Nein‘ konnte als feindseliger Akt geahndet werden.“ Die eingeschriebenen Wähler sollen um eine halbe Million reduziert worden sein und „403.829 (7,9 Prozent) [Wähler sollen] gegen die Verfassung gestimmt haben. Wie dem auch sei, die Angaben über die Ergebnisse waren so falsch, wie dies in Diktaturen üblich ist.“

### Ideologie, Kultur und Städtebau
In der Bewertung des Charakters der Militärdiktatur taten sich Zeitgenossen wie Historiker schwer. Zwar war das „Gewaltphänomen“ typisch für Diktaturen als auch der Antikommunismus für diejenigen im westlichen Machtbereich, doch fehlte eine ausgeprägte Ideologie, die über einen heroisierenden Nationalismus und über schwärmerische religiöse Anklänge hinausging. Die Obristen verkörperten letztlich ein kleinbürgerliches Spießertum, wie es im Nachkriegseuropa überall auftrat und das sich modernen Entwicklungen und vor allem ihren Erscheinungsformen in den Weg stellte. In Griechenland waren die Saubermänner als militärische Kaste an die Macht gekommen und konnten gegen Minimode, Beatlesfrisuren, Rockmusik und jede Form von Freizügigkeit und auch Kunst und Intelligenz massiv vorgehen – so wurden Sophokles und Aristophanes verboten, sogar Shakespeare und selbstverständlich moderne Literatur.
Die griechische Militärdiktatur nahm auch auf dem Städtebau Einfluss, allerdings nicht wie bei Diktaturen üblich, durch einzelne Repräsentationsbauten oder Denkmäler, sondern durch die Vergabe von Fördermitteln und Vereinfachung von entsprechenden Baugenehmigungen. So wurde der Bau von Hochhäusern für Wohn- oder Geschäftszwecke gefördert, es entstanden unter anderem der Pyrgos Athinon, die neue Konzernzentrale der OTE in Marousi und der Wohnturm Apollon. Da als Reaktion anschließend der Bau solcher Häuser extrem erschwert wurde, zählen jene Bauten bis heute zu den höchsten Griechenlands. Eine andere Förderung betraf die Sanierung oder Neuerrichtung von Sanitärräumen in Privathäusern, einer modernen Legende nach soll es aufgrund von Angst vor der Junta dabei zu keinem einzigen Missbrauch gekommen sein.
Die Präsenz der Junta im öffentlichen Raum beschränkte sich auf Werbungen mit deren Logo, oder in Kombination mit dem Datum 21. April 1967, mitunter wurden diese auch nur während des Besuchs von hochrangigen Militärvertretern aufgehängt.

#### Bildung und Wissenschaft
Es lag nahe, dass die „Umerziehung“ der Obristen im Bildungswesen ansetzte. „Aus den staatlichen Schulen wurden etwa 250 verbeamtete Lehrer zusammen mit 50 Beamten des Erziehungsministeriums gefeuert. In den ersten vier Schuljahren (Kinder zwischen 6–9 Jahren) fand der Unterricht in Dimotiki statt, die das Gesetz 129 von 1967 als „Muttersprache“ anführt, während Katharevousa als „Griechisch“ bezeichnet wird. […] Mit dem Übertritt ins Gymnasium im Alter von 12 Jahren […] mussten die Schüler die puristische Katharevousa lernen, mit einem eigenen Vokabular, mit eigener Orthographie, einer eigenen Grammatik und einer eigenen Syntax, eine Sprache, die bislang niemand sprach außer im Parlament und vor Gericht. […] In der 7. Klasse, also im Alter von 13 Jahren folgte Altgriechisch, das als tote Sprache vermittelt wurde. Als den Schülern schließlich in der gymnasialen Oberstufe (Lykeio) noch Französisch (2 Wochenstunden) beigebracht wurde, hatten die Schüler keine Lust mehr, noch eine weitere Sprache zu erlernen.“
„Genauso wie die Schulen wurden auch die Hochschulen und Universitäten von den nicht linientreuen Professoren gesäubert. […] Für die Junta waren die Hochschulen eine Art Fortsetzung der Schulen, auf keinen Fall eine Heimstätte der Wissenschaft oder des Geistes. Entlassene Lehrer durften nicht länger lehren, nicht einmal auf dem privaten Sektor.“ Doch die Studenten begannen schon bald, die Vorlesungen der mit dem Regime kollaborierenden Professoren zu boykottieren. Flugblätter wurden verteilt und regimefeindliche Anschläge ausgehängt.
In Griechenland verstummten die Intellektuellen für über zwei Jahre. Es war ihre Form von Protest gegen die Diktatur:

„Außerdem wollten sie vermeiden, daß ihre literarische Tätigkeit als ein Zeichen für Toleranz des Regimes aufgefasst wurde. Kein literarisches Werk von Belang wurde veröffentlicht, kein neues Theaterstück wurde aufgeführt, ja sogar viele wissenschaftliche Arbeiten blieben in der Schublade oder wurden aus der Druckerei schnell zurückgeholt. Der ‚Athener Frühling‘, der gerade vor dem Putsch aufblühte, wurde jäh unterbrochen.“

Ein Ort, wo die griechischen Autoren eine gewisse Redefreiheit hatten, war das Goethe-Institut.
Die Berufsausbildung beim Militär war kostenlos; dies kam zahlreichen jungen Menschen aus armen Familien zugute und wurde von ihnen als Chance zum sozialen Aufstieg genutzt.

#### Zensur der Medien
Am 29. April 1967 hatte man Zensurmaßnahmen definiert; alle Zeitungsredaktionen erhielten ein „allgemeines Instruktionsmerkblatt“, das aufzählte, was nicht veröffentlicht werden durfte. Als Informationsquelle durften die Redakteure nur die Athener Nachrichtenagentur heranziehen. „Ständiger Druck aus dem Ausland veranlasste Papadopoulos Anfang Oktober 1969, bestimmte Liberalisierungsmaßnahmen anzukündigen. So sollte die Presse mit geringen Einschränkungen frei sein.“
Es erlahmten schließlich auch die überzogenen Zensurbemühungen, und „als es den Tourismus beeinträchtigte, ließ man das Verbot [zur Frisur- und Kleiderordnung] schweigend wieder fallen.“

#### Gleichschaltung des öffentlichen Lebens
Inszenierte Veranstaltungen gewannen besonders in der Provinz bei den Besuchen von Mitgliedern der Regierung an Bedeutung. Lokale Militärbehörden, die Gendarmerie, die Geistlichen und die staatlichen Lehrer wurden mobilisiert – im militärischen Sinn des Wortes, um auftretende Leere auszufüllen, die die Indifferenz des Volkes geschaffen hatte. Manchmal wurde die Situation tragikomisch.
Unten der in der regionalen Zeitung Panetoliki (Westliches Griechenland) abgedruckte vollständige Wortlaut der Erklärung des Bürgermeisters von Agrinion über den Empfang seiner Exzellenz des Vizekönigs (General Zoitakis) (19. Februar 1969):

„Auf Befehl unserer vorgesetzten Dienstbehörde geben wir die Ankunft Seiner Exzellenz des Vizekönigs auf dem Zivilflughafen von Agrinion am Donnerstag, dem 20. Februar 1969, 10.30 Uhr bekannt.

Anschließend wird sich Seine Exzellenz auf dem Landweg nach Jannina begeben.

Wir ordnen daher an, die gesamte Kalvionstraße zu beflaggen.

Dem Empfang haben beizuwohnen und sich für 10.00 h auf den Flughafen zu begeben: der Bataillonskommandeur der Nationalgarde von Agrinion, der Präsident und der Staatsanwalt des Gerichtes erster Instanz, das Personal des Bürgermeisteramtes, der Befehlshaber der Gendarmerie von Akarnie, der Kommandant der Gendarmerie von Agrinion, der Direktor der Feuerwehr, der Präsident des Gemeinderats, der Präsident der Anwaltskammer.

Ferner haben anwesend zu sein: alle Angestellten der Kirchen-, Gerichts-, Schul- und Zivilbehörden mit Ausnahme der zur Aufrechterhaltung des Dienstes unabkömmlichen Beamten. Der Gemeinderat. Die Ordensträger und Dekorierten, die Schüler, die Vertreter der Presse und der anderen Verbände und Organisationen.“

## Wirtschaftspolitik

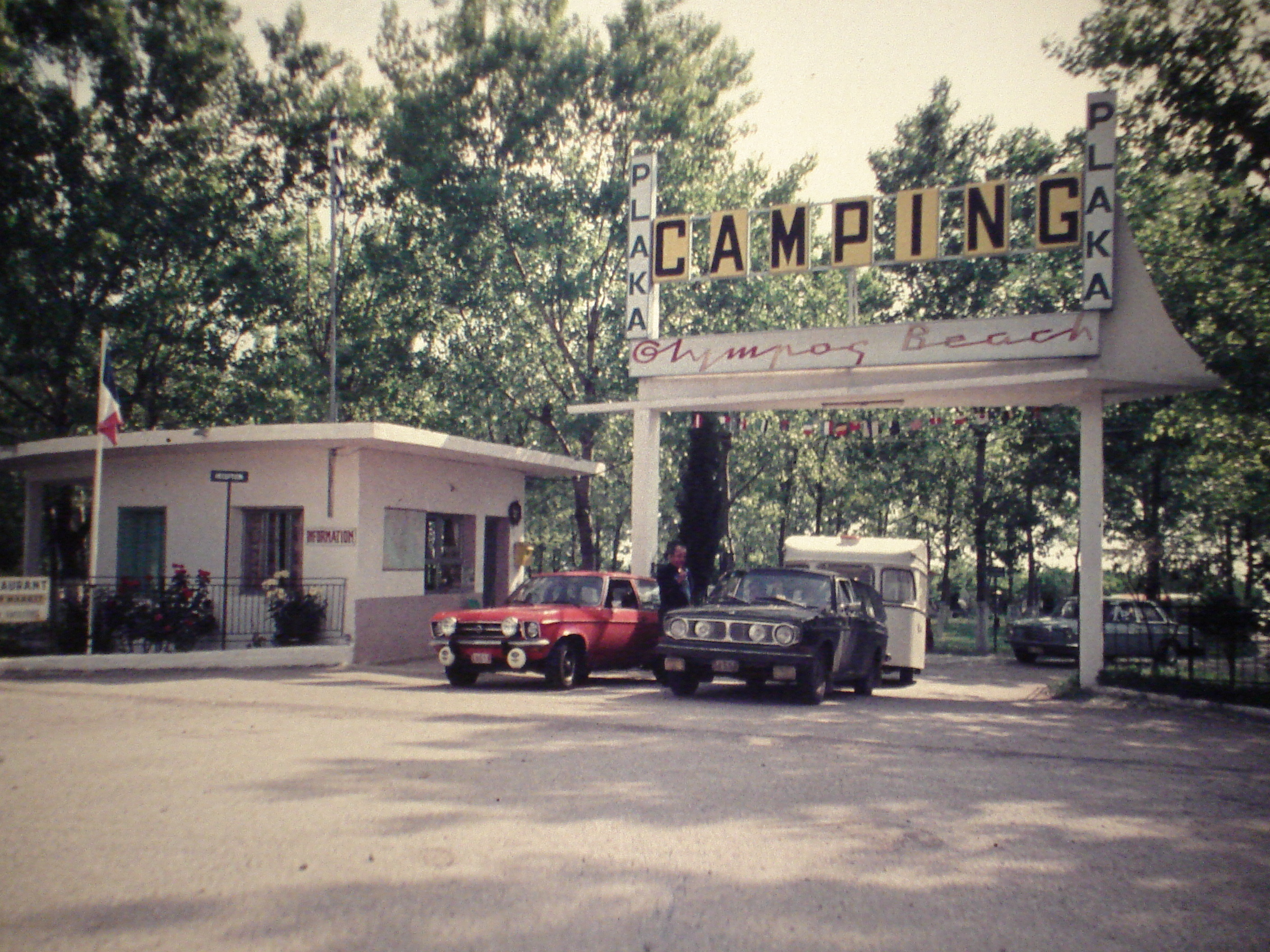
Eingang eines Campingplatzes in Pieria, 1974. Für die Touristen war das Regime noch unauffälliger als es sich ohnehin gab

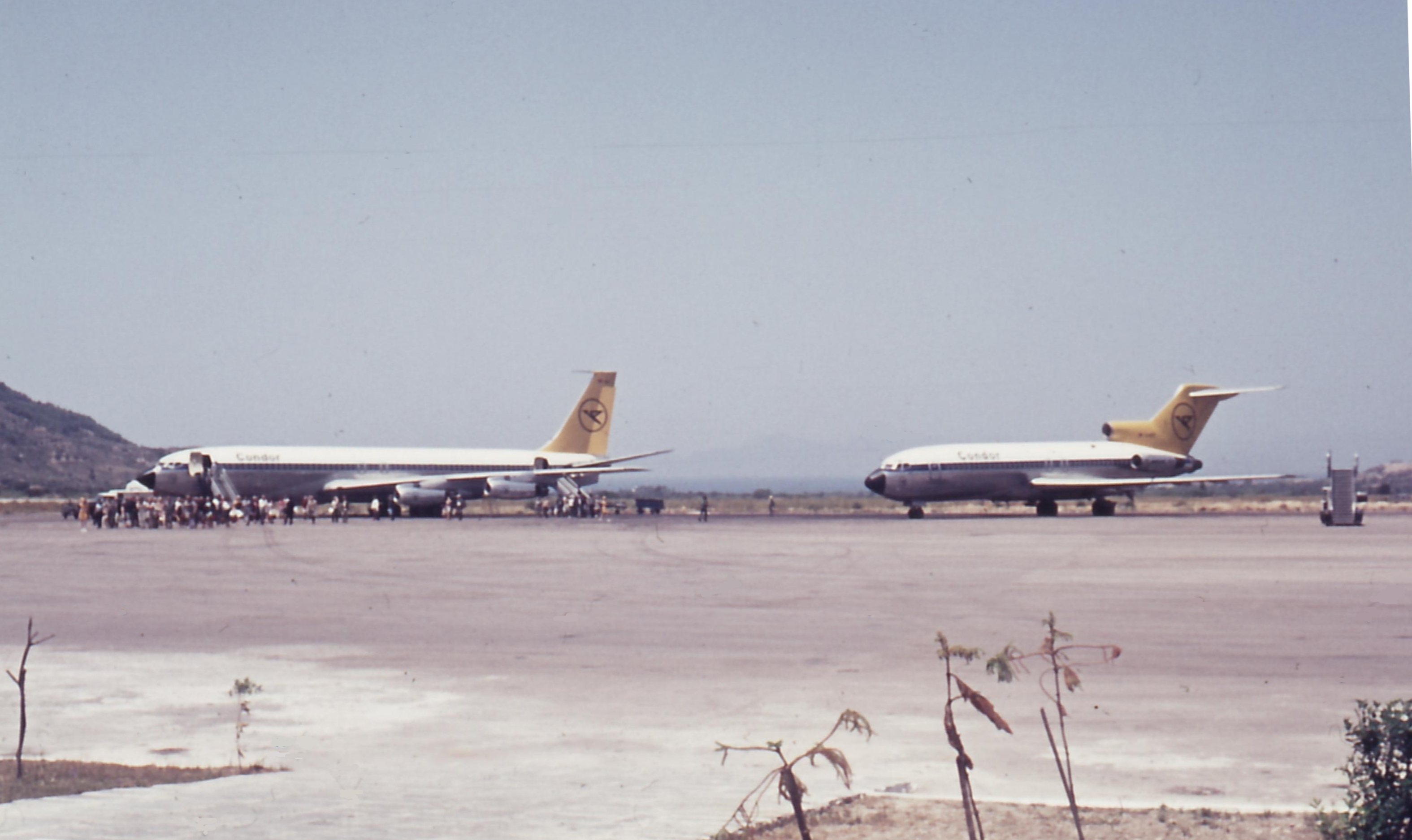
Maschinen der Condor 1972 auf dem Flughafen von Rhodos

Griechenland war durch Krieg, Nachkriegswirren, der fortgesetzten innenpolitischen Konfrontation und aufgrund seiner Randlage in Europa bis in die 1960er Jahre ein sehr armes Land mit traditionell-kleinbäuerlicher Wirtschaftsstruktur. Kapital hatte sich allenfalls im Zusammenhang mit der Seefahrt gebildet. „Das Neun-Millionen-Volk zählte 250.000 Arbeitslose. Etwa eine Million waren in der archaischen Landwirtschaft chronisch unterbeschäftigt […] Die Folge war, daß jedes Jahr fast 100.000 Griechen ihr Land verließen und entweder als Gastarbeiter nach Deutschland gingen oder als Auswanderer nach Australien.“
Zwar hatten die Obristen „kaum einen Schimmer von Wirtschaftsdingen – […] Anfang 1968 setzte das Regime einen Fünfjahresplan in Kraft, der ironischerweise von Andreas Papandreou entwickelt worden war.“  –, doch nachdem sich die Junta infolge ihrer Bedeutung für die NATO stabilisiert hatte, wirkte sich die innenpolitische Lähmung vertrauensbildend auf Investoren und Konzerne aus.
Doch direkt nach dem Putsch schien die Wirtschaft dem Kollaps nahe, denn die europäische Investitionsbank sperrte ein langlaufendes, zinsgünstiges Darlehen in Höhe von 49 Mio. DM. Die nordischen Staaten reduzierten ihren Warenverkehr, und die Ostblockstaaten, die immer bereitwillig die überschüssigen Agrargüter abgenommen hatten, nahmen den „Kommunistenfressern“ nichts mehr ab. Die Exportrate halbierte sich, der Kapitalimport ging von 155,5 Mio. Dollar (1965) auf 129 Mio. 1968 zurück.
„Der Tourismus ging um 40 Prozent zurück – Gastarbeiter […] legten jetzt ihr Geld im Gastland auf Sparkonten.“ Auf die steigende Inflationsrate reagierte die Junta mit einem Preisstopp. „Durch Androhung drakonischer Strafen wurden […] Steuerschulden aus der Vergangenheit eingetrieben und 800.000 neue Steuerpflichtige erfasst […] und das nationale Steueraufkommen stieg um 50 Prozent.  […] Dies betraf primär die Mittelklasse. Reichere Steuerschuldner wurden milde behandelt […] Einkommen aus registrierten Schiffen war steuerfrei.“
Als der britische Premier Harold Wilson sich kritisch über die Junta äußerte und sich nicht entschuldigte, ließ Makarezos ihn wissen, dass die bilateralen Wirtschaftsverhandlungen als beendet betrachtet würden. Dadurch „gelang es deutschen Großfirmen Aufträge im Wert von über 200 Mio. DM an Land zu ziehen. […] Wichtiger noch als diese Verbindungen war die Beziehung zum amerikanischen Wirtschaftstycoon Thomas (Tom) Pappas, der sich schon unter Präsident Johnson für die Junta eingesetzt hatte.“ Pappas’ Unternehmen wurden in Griechenland durch hohe Zollmauern geschützt und er erhielt durch Papadopoulos das Monopol für Coca-Cola. „Es war quasi eine Lizenz zum Gelddrucken.“ Die Junta konnte nun hochprozentige kurzfristige Darlehen bei Privatbanken aufnehmen und so „verdoppelten sich die griechischen Auslandsschulden zwischen 1966 und 1971 auf 2,3 Mrd. Dollar.“

### Neuer Aufschwung
Die Entwicklung kam 1969 wieder in Schwung, da die gewaltsam erzwungene politische Stabilität nun auch Nachhaltigkeit versprach und damit Auslandskapital verstärkt ins Land brachte. Eine wichtige Rolle spielten hierbei auch die Leichtathletik-Europameisterschaften 1969 in Athen, die politische Normalität vorspielten. Auch der Boykott der deutschen Mannschaft sollte nach Willen des DLV-Präsidenten Max Danz nicht wie Kritik an der Militärregierung aussehen, so dass zumindest die vier Staffeln der Bundesrepublik starteten. Die Einnahmen aus dem Tourismus betrugen 1970 mit 194 Mio. Dollar das Doppelte von 1969, und auch die drastisch eingebrochenen Auslands-Überweisungen der Gastarbeiter stiegen auf 350 Mio. DM (1969) an. „Der Volkssport des Steuerbetrugs endete weitgehend“, und die Einnahmen stiegen von 1966 auf 1969 von 3,8 auf 5,8 Mrd. DM. „Nun wurden auch die Reichen [außer den Reedern] zur Kasse gebeten.“
Ferner erfolgte in maßgeblichem Umfang der Bau von Energieversorgungs- und anderen Infrastrukturprojekten. Der Vizepräsident Brigadegeneral Stylianos Pattakos wurde als – immer lächelnde – „erste Maurerkelle Griechenlands“ (griechisch Το πρώτο μυστρί της Ελλάδας To proto mystri tis Elladas) bekannt, da er in Propagandafilmen im Vorprogramm der Kinos regelmäßig mit einer Maurerkelle bei Grundsteinlegungen und Einweihungen zu sehen war.
Insbesondere in den letzten Jahren der Diktatur bestanden zwischen der Bundesrepublik Deutschland und Griechenland enge wirtschaftliche und militärische Beziehungen. Allein 1973 steigerte sich der Warenaustausch um 44 Prozent. Aber auch die DDR nahm erstmals wirtschaftliche Beziehungen zum Land auf.

„1973 begann die Inflation wieder zuzunehmen, da die Arbeiter höhere Löhne forderten. Die Unfähigkeit, Infrastrukturprojekte effizient durchzuführen, ließen die ausländischen Investitionen schrumpfen. Griechenlands Wirtschaft geriet wieder in schwieriges Wetter.“

### Klientelismus
Die Junta hatte wie versprochen das Klientelsystem der früheren Politiker zerschlagen. Doch an seiner Stelle baute sie ihr eigenes auf, das nun keinerlei Kritik mehr in Parlament und Presse finden konnte.

„Hinzukam, dass die politische Kaste zumeist aus der Oberschicht gestammt hatte und wohlhabend war und es nicht unbedingt nötig hatte, sich hemmungslos aus der Staatskasse zu bedienen. Die Junta und ihre Clique und die meisten anderen Offiziere hingegen stammten aus der Unterschicht und hatten ‚Nachholbedarf‘.“

Alle Putschisten brachten ihre Verwandtschaft in Staat und Wirtschaft unter. Verträge über öffentliche Arbeiten, Genehmigungen, Lizenzen – von Taxen, Tankstellen bis zu Spielcasinos – überall kassierten die Militärs. Pensionierte Offiziere leiteten die Elektrizitätsgesellschaft, die Rundfunkanstalt, das Tabak-Amt, die Arbeitsvermittlung und das Staatstheater. „Binsenweisheit für Geschäftsleute: Alles, was man brauche, sei ein Offizier: ‚Ein Hotelier beantragt einen staatlichen Kredit. Er erhält eine Absage. Anderntags kommt er mit einem befreundeten Major wieder. Die Uniform macht's möglich: Der Kredit wird genehmigt. Honorar 5 Prozent.‘“ Ein Artillerie-Oberst wurde für Genehmigungen in der Hotelbranche als Mister Zehnprozent bekannt. „Als einige Skandale an die Öffentlichkeit kamen, wurden sie durch ein Verjährungsgesetz vertuscht.“
Damit hatte sich am griechischen Klientelismus nichts geändert außer dem Personenkreis, der den Nutzen daraus zog.

## Die Junta und das Ausland
Bei der überwiegenden Gegnerschaft der europäischen Nationen und auch der EWG (siehe die Kreditaufhebung) hing das Überleben der Junta von der Haltung der US-Regierung ab. Auch hier übte die amerikanische Opposition einen starken Druck auf das Regime (und die eigene Regierung) aus, doch gewannen letztlich die geostrategischen Interessen der USA die Oberhand.

### Verhältnis zu den USA
Nachdem die US-Regierung sofort nach dem Putsch die Militärhilfe für Griechenland eingestellt und sich Außenminister Dean Rusk sehr reserviert gezeigt hatte, nahm diese Entwicklung durch den Nahost-Konflikt, den Sechs-Tage-Krieg im Juni 1967, einen neuen Verlauf: Griechenland schien als militärische Basis unverzichtbar und so konnte Papadopoulos eine geschickte Taktik entfalten und sich als Garant der Stabilität der westlichen Positionen präsentieren.

„Man hatte in Washington erkannt, dass die amerikanischen Militärinstallationen in Griechenland (sowie in der Türkei und im Iran) zu wichtig waren, als dass man sie durch Boykottmaßnahmen und Forderungen nach Rückkehr zur Demokratie in Frage stellen könnte. […] Griechenland müsse als funktionierendes NATO-Mitglied erhalten bleiben.“

Papadopoulos hatte einen starken Partner in dem griechisch-amerikanischen „Wirtschaftstycoon“ Tom Pappas, der im Januar 1968 – als die US-Regierung nach dem Putsch des Königs weiter mit der Anerkennung zögerte – Präsident Johnson einen persönlichen Brief des Obristen überbrachte, in dem er die „Revolution vom 21. April“ mit der „Rettung vor einer kommunistischen Machtübernahme“ rechtfertigte.
Der erste Staat, der die neue Regierung anerkannte, war jedoch die Türkei. Dann folgten die USA am 23. Januar 1968, die Briten zwei Tage später und kurz darauf auch die Ostblockstaaten. Ende März sagte US-Botschafter Talbot zu, dass nach einer Rückkehr zu verfassungsmäßigen Zuständen die US-Militärhilfe wieder in vollem Ausmaß aufgenommen werden könne. Als letzte Entscheidung der Johnson-Regierung erfolgte im Oktober 1968 eine Freigabe zu 40 Prozent. Am 5. November 1968 wurde der Republikaner Richard Nixon zum US-Präsidenten gewählt. Tom Pappas war einer seiner wichtigsten Sponsoren und setzte den ebenfalls griechischstämmigen Spiro T. Agnew als (später erfolgreichen Kandidaten) für das Amt des Vizepräsidenten durch. Zur Besiegelung der Freundschaft stattete Pattakos am 31. März 1969 dem Weißen Haus einen Besuch ab.
Im Juni 1969 konferierten Henry Kissinger, Nixon, Pappas als Vermittler und Papadopoulos mehrfach, um Waffenlieferungen zu ermöglichen, ohne dass die Obristen für einen „Fahrplan zur Demokratie“ Zeitpunkte festlegen mussten. Als dann am 1. September 1969 Oberst Muammar al-Gaddafi in Libyen die Monarchie stürzte und Amerikaner und Briten aufforderte, ihre Stützpunkte im Lande zu schließen, rückten politische Aspekte wieder in den Hintergrund. Unter der Befürchtung, dass „die Sowjets sich in Libyen und in Ägypten unter Nasser breitmachen könnten [… ging es] der amerikanischen Regierung hauptsächlich darum, dass die Aktivitäten der Junta nach außen hin den Anschein einer Demokratisierung erweckten.“ In Opposition, Öffentlichkeit und auch im State Department gab es jedoch weiterhin massive Kritik an der Junta.
Der seit Januar 1970 amtierende neue US-Botschafter Henry J. Tasca kritisierte die Reduzierung der Militärhilfe als Schwächung der NATO, doch musste die US-Regierung nun noch die NATO-Tagung am 11. Juni 1970 abwarten, da bekannt war, dass die Vertreter der europäischen NATO-Staaten eine Wiederaufnahme von Waffenlieferungen ablehnten. „Nach dem 11. Juni werde man die Lieferungen wieder aufnehmen.“ Jede Forderung nach Vorleistungen der Obristen in Sachen Demokratie wurde fallen gelassen.

„Am 22. September 1970 gab das State Departement bekannt, dass Präsident Nixon entschieden hatte, das Embargo schwerer Waffen vom Mai 1967 aufzuheben, und die Lieferung von Kampfjets, Panzern, gepanzerten Truppentransportern und Artillerie wieder aufzunehmen. Hinzu kämen Hubschrauber, Mörser und Panzermunition. Alles zusammen würde einen Wert von 56 Mio. Dollar haben.“

Papadopoulos’ Versprechungen zur Liberalisierung – damit war auch nur ein Inkrafttreten der Verfassung von 1968 gemeint – konnte er selbst immer wieder hinausschieben. Die Maßnahmen waren zum Teil kurios – so eine Art von Wahl eines Gremiums mit beratender Funktion für die Obristen am 29. November 1970. Schließlich meinte er, Wahlen werde es erst geben, „wenn die Ziele der Revolution erreicht worden seien.“
Es gab weiterhin kritische Berichte über die Junta, es wurden Kommissionen gebildet, Abgeordnete reisten nach Athen und Gespräche mit Exilanten fanden statt; die Junta gelobte regelmäßig Besserung: „Nixon fand das sehr hilfreich.“
Die Lage wurde für die Amerikaner besonders kritisch, als die 6. US-Flotte 1971 nach einem Regierungswechsel in Malta mit der Schließung ihrer Basis rechnete und sich auf die Suche nach einem neuen Hauptstützpunkt machen musste. „Da die Türkei im Gefolge des Militärputsches vom März 1971 ein reduziertes Interesse an einem Homeporting der US-Navy zeigte, blieb nur noch Griechenland als möglicher Alternativstandort. […] Am 17. Februar 1972 stimmte Nixon dem Homeporting zu.“ Damit war die Entscheidung gefallen – durch Druck von außen konnten die Obristen nicht mehr zum Nachgeben gezwungen werden.

### Verhältnis zu Europa
„Die Haltungen der Regierungen und der politischen Parteien der europäischen Länder gegenüber dem griechischen Regime waren recht unterschiedlich. Konservative Regierungen und Parteien sahen das Regime im Kontext des Kalten Krieges, und da war sein undemokratischer Charakter sekundär. […] Sozialdemokratisch orientierte Regierungen und Parteien sahen dies anders.“

Vor allem die skandinavischen Staaten und Dänemark positionierten sich ebenso konsequent gegen die Junta wie die öffentliche Meinung in den meisten Ländern. Die skandinavischen Staaten und die Niederlande verklagten die Junta im September 1967 vor der Europäischen Kommission für Menschenrechte des Europarates. Griechenland kam einer Verurteilung zuvor, indem es am 12. Dezember den Austritt aus dem Europarat mit Jahreswechsel bekannt gab. Während auch der Europarat sich für die Einhaltung der Menschenrechte einsetzte, „entpuppte sich die NATO als ein reines Militärbündnis.“ Austrittsforderungen von Norwegen und Dänemark 1970 und 1971 wurden von den Briten und Amerikanern blockiert.
Dabei setzte sich auch die Bundesrepublik Deutschland wegen der strategischen Bedeutung Griechenlands für das westliche Bündnis für den Verbleib in Europarat und NATO ein.
Um ihr Image aufzupolieren, beauftragte die Junta eine britische und eine amerikanische Werbeagentur. Journalisten, Fernsehteams und Zeitungsredaktionen wurden bestochen oder gesponsert, positive Berichte wurden zum Beispiel mit Gratisurlaub in Luxushotels belohnt.
In der BRD bezog die SPD von Anfang an eine klare Haltung gegenüber der Junta. „SPD-Schatzmeister Alfred Rau rief die Genossen zu Spendenaktionen für die Opfer des griechischen Militärregimes auf […] es sollen höhere sechsstellige Beträge über geheime Kanäle an die unterdrückten Genossen nach Griechenland geflossen sein.“ SPD-Parteitage stellten massive Forderungen an die Bundesregierung und auch die NATO-Partner. Organisationen, Verbände und Institutionen in Deutschland und auch in anderen europäischen Ländern gerieten zunehmend in Diskussionen um ‚die Diktatur vor der Haustür‘. Einen enormen Schub durch Universitäten, Bildungsinstitutionen und Gewerkschaften gab es infolge der 68er-Bewegung. In vielen Städten fanden Demonstrationen gegen das Regime statt.
Dagegen unterstützten die konservativen und rechtsorientierten Parteien die Junta, wo sie es vermochten. Nach der Regierungsübernahme in der Bundesrepublik durch die sozial-liberale Koalition im Oktober 1969 „erschien der Staatssekretär im bayrischen Wirtschaftsministerium, Franz Sackmann, in Athen und informierte das Regime, dass Bayern eine von Bonn unabhängige Politik betreiben werde und sagte den Obristen bayrische Staatskredite zu. […] Franz Josef Strauß lobte die Drachme als ‚die heute stabilste Währung der Welt.‘“ und bescheinigte den Putschisten, Griechenland wieder „Stabilität“ verschafft zu haben.

## Widerstand
Fast alle Maßnahmen des Regimes waren mit seinem Machterhalt verknüpft und besaßen somit meist repressiven Charakter. Einzig den Bauern – eine Reihe der Obristen waren bäuerlicher Herkunft – wurden voraussetzungsfrei Vergünstigungen versprochen (Rentenerhöhung), doch fehlte dafür dann das Geld. Die Wirtschaftseliten wurden „mit Samthandschuhen angefasst“ – z. B. die Reeder (Schiffseigentümer) –, denn gegen deren ökonomische und gesellschaftliche Machtmittel konnte die Junta nicht angehen.
Verschiedene Maßnahmen, die in der breiten Bevölkerung Zustimmung fanden – etwa das Vorgehen gegen den politischen Klientelismus oder Steuererhöhungen für Wohlhabende –, entpuppten sich rasch als zwiespältig. Steuern wurden nur für den Mittelstand und nicht für die tatsächlich Reichsten erhöht. Korruption und „Vetternwirtschaft“ verlagerten sich von der Politik zum Militär.
Ein hintergründiges Problem für die Obristen war, dass sie nach und nach jeden Respekt in der Bevölkerung verloren. „So begann der Widerstand in der Bevölkerung verbal in der Lächerlichmachung durch Witze über die Junta, etwa über Papadopoulos' Unvermögen, korrekte Katharevousa zu sprechen. […] Pattakos’ drastische dumme Sprüche taten ein Übriges. Die nächste Stufe des Widerstandes waren Graffiti und Flugblätter.“ Ein Opfer des zivilen Protests wurde die Brauerei Fix: Nachdem der Verteidigungsminister der griechischen Junta, Garoufalias, in die Familie Fix eingeheiratet hatte, trank niemand mehr deren Bier und der bisherige Marktführer wurde binnen kurzer Zeit bedeutungslos. „Niemand will mehr Junta-Bier trinken“, schrieb 1974 der Spiegel.

### Attentat auf Papadopoulos
Am 13. August 1968 verübte Alexandros Panagoulis ein Attentat auf Papadopoulos. Als der Staatsstreich am 21. April 1967 stattfand, absolvierte er gerade seinen Militärdienst. Er beschloss, etwas gegen die Junta zu unternehmen, desertierte und tauchte in Athen unter. Politisch war er der Mitte zuzurechnen, doch nahm er Kontakt mit verschiedenen Gruppen auf oder wurde von diesen unterstützt. Eine Ausbildung im Umgang mit Sprengstoff erhoffte er sich in Zypern. Dort wurde auf Bitte der Junta offiziell nach ihm gefahndet, doch erkannten die zyprischen Behörden, dass er auch ihnen nutzen konnte und im Einverständnis mit Makarios erhielt er einen Pass. Der zypriotische Innenminister Georkatzis organisierte im Hintergrund den Anschlag, der zu einem allgemeinen Aufstand führen sollte, doch legte Panagoulis eigenmächtig den vorgesehenen Termin vom 17. auf den 13. August 1968 vor. Das Attentat – ein Sprengstoffanschlag mit Fernzündung auf die Wagenkolonne von Papadopoulos – misslang, der Diktator blieb unverletzt und der Attentäter wurde verhaftet. Von einem Militärgericht wurde er zum Tode verurteilt.
„Die Folge waren massive internationale Proteste: Der Papst, Bonn, Moskau und Wien protestierten gegen eine Vollstreckung des Urteils. In Italien legten die Arbeiter für fünf Minuten die Arbeit nieder. […] Als in der Nacht vom 20. auf den 21. November 1969 [die griechischen Vertreter] aus Brüssel von der NATO-Tagung meldeten, dass eine Hinrichtung katastrophale Auswirkungen im Bündnis haben werde, begnadigte Papadopoulos Panagoulis zu lebenslänglicher Haft.“ Nachdem er 1973 im Zuge einer Generalamnestie entlassen worden war, lernte er die italienische Journalistin Oriana Fallaci kennen und ging mit ihr nach Italien.

### Unterstützung aus dem Ausland
Der Widerstand gegen das Obristenregime wurde auf vielfältige Weise aus dem Ausland unterstützt. Eine wichtige Basis für den Widerstand war die Bundesrepublik Deutschland, da hier viele Griechen als Exilanten lebten und die griechischen Gastarbeiter durch ihre verhältnismäßig gute Vertretung in den Gewerkschaften Zugang zur Regierungspartei SPD hatten. Die SPD finanzierte die Einrichtung eines Büros der Panhellenischen Befreiungsbewegung in der Bundesrepublik. Willy Brandt setzte sich als Außenminister persönlich dafür ein, dass Gegner des Obristenregimes, wie zum Beispiel Andreas Papandreou, eine Aufenthaltsgenehmigung für die Bundesrepublik erhielten.
„Die ‚Deutsche Welle‘ strahlte jeden Abend zwischen 21.40 und 22.40 Uhr griechischer Zeit Nachrichten und andere Informationen in griechischer Sprache von Köln nach Griechenland aus. Die Sendungen waren objektiv und kritisch und ein Ärgernis für das Regime, da es nichts dagegen machen konnte. […] Die Redakteure erhielten […] aus Griechenland auch aktuelle Informationen.“
Für die in der BRD lebenden Griechen hatte das griechische Programm des Bayerischen Rundfunks (über die dritten Hörfunkprogramme der ARD) mit seiner kritischen Berichterstattung große Bedeutung.
Die Junta versuchte auf zweifache Weise das „freie Griechenland“, das die Griechen in der Diaspora darstellten, zum Schweigen zu bringen: direkt durch ihre Einsatzgruppen, die offiziellen Dienste und durch die Agenten des Geheimdienstes KYP und indirekt mit Hilfe gefälliger ausländischer Behörden. In erster Linie ging es ihnen dabei um Arbeiter, Studenten, Intellektuelle, Journalisten und Politiker: Männer und Frauen der Nachkriegsemigration und Flüchtlinge.

### Die Bevölkerung und der Widerstand
„Im Gegensatz zum Zweiten Weltkrieg oder zum Bürgerkrieg gab es am Anfang der Diktatur kaum Neigung zum aktiven Widerstand.“

Die Bürgerkriegserfahrungen nach dem Krieg hatten die Bevölkerung Griechenlands geprägt und die Bevölkerung war nicht bereit, sich auf gewalttätige Auseinandersetzungen einzulassen oder entsprechend auftretende Gruppen zu unterstützen. „Der Feind war die Junta und ihre Clique um sie, aber nicht die normalen Soldaten und Offiziere. Diese konnten sogar Gegner der Junta sein.“ Wohl auch im Wissen, dass die Militärdiktatur eher geduldet, als von großen Teilen der Bevölkerung getragen wurde, verzichtete diese auf große Präsenz und Propaganda in der Öffentlichkeit.

„Die Masse der Bevölkerung kümmerte sich um die Politik der Junta wenig, solange diese ihr Leben nicht beeinträchtigte. Ihre eigentliche Einstellung wurde aber am 3. November 1968 deutlich, als der Trauergottesdienst für Georgios Papandreou in der Athener Kathedrale stattfand. Obwohl die Teilnahme polizeilich verboten war, erschienen Hunderttausende in der Innenstadt, um dem verehrten ‚Alten‘ (Geros) die letzte Ehre zu erweisen. Mit ihm starb eine Hoffnung auf Reformen. Die Leute kümmerten sich einfach nicht um die Polizei, und die hielt es für ratsam, das Volk gewähren zu lassen und nicht seinen Zorn zu provozieren. Die Athener Innenstadt rund um die Kathedrale war schwarz von Menschen, wie die Fotografien zeigen, und sie begleiteten den Trauerzug nach der Aussegnung zum Friedhof. Es war dies das einzige Mal, daß das Athener Volk sich über die Anordnungen der Junta hinwegsetzte. Es war weniger ein bewusster Akt von Widerstand, als ein Akt kollektiver Trauer, der sich Bahn brach. Dennoch zeigte er, welche potentielle Kraft das Volk hatte. Doch blieb es bei dieser einmaligen Auflehnung, der keine weitere nachfolgte. […] Daher brauchte es zum Sturz des Regimes ein politisches Erdbeben, wie es 1974 kam.“

### Widerstandsbewegungen
Die einzigen, die organisatorisch überhaupt in der Lage waren, Widerstand zu leisten, waren die Kommunisten und einige andere Linke und aus ihren Reihen gingen auch die Widerstandsorganisationen hervor. Stärkste Gruppe war die PAM (Patriotiko Metopo – Patriotische Front) mit Mikis Theodorakis. Sie wurde auch von der Kommunistischen Partei KKE unterstützt und arbeitete ab März 1968 mit der DA (Dimokratiki Amyna – Demokratische Verteidigung), gegründet von EK-Leuten und Sozialdemokraten, zusammen. Nach seiner Haftentlassung gründete Andreas Papandreou Ende Februar in Paris die PAK (Panellinio Apeleftherotiko Kinima – Panhellenische Befreiungsbewegung) mit Hauptquartier in Stockholm. Sie wurde von der schwedischen Regierung finanziell unterstützt und war ideologisch eine Vorläuferin der PASOK.
Der Komponist Mikis Theodorakis tauchte unmittelbar nach dem Putsch unter und rief zum Widerstand auf. Vier Monate lang kämpfte er mit der „Patriotischen Front“ im Untergrund gegen die Junta. Im August 1967 wurde er verhaftet, gefoltert, ins Bergdorf Zatouna verbannt, später ins Konzentrationslager Oropos überführt. Theodorakis’ Musik war bereits am 1. Juni 1967 verboten worden; wer sie anhörte, musste mit einer Haftstrafe rechnen.

### Gewaltsamer Widerstand
Auch der griechische gewaltsame Widerstand respektierte die eher abwartende Haltung der Bevölkerung – es kam zwar zu einer Vielzahl von (Bomben-)Anschlägen, doch wurde peinlich und auch erfolgreich darauf geachtet, dass dabei keine Menschen ums Leben kamen.

„Zwischen Mai und August [1969] explodierten in Athen und Thessaloniki über neunzig (Bomben) […] Es gab Bombenanschläge gegen Autos von amerikanischen Offizieren und Diplomaten und gegen NATO-Einrichtungen. […] Höllenmaschinen gingen im Gebäude des Premierministers, in der Generaldirektion der Asfaleia und der KYP los. […] Aber nach wie vor galt, dass die Gewalt nur gegen Sachen gerichtet war. Deshalb gab es zwar einige Leichtverletzte, aber keine Toten. […] (Die Anschläge) zeigten der Junta, daß man auch ernst machen könnte, und verunsicherten sie so.“

### Frühjahr und Sommer 1973
Im März und April 1973 wuchs die internationale Opposition selbst in der NATO und der US-Botschafter Tasca warnte seine Regierung vor Dimitrios Ioannidis, dem Chef der Militärpolizei ESA, der in aller Öffentlichkeit einen schärferen Kurs fordere: „Nur wenn er (Papadopoulos) die Verfassung von 1968 voll in Kraft setze, könne er seine Position retten.“
Am 23. April meldete sich auch der 1967 von den Militärs entmachtete Premier Konstantinos Karamanlis zu Wort (in der Athener Zeitung Vradyni, die aber sofort konfisziert wurde), beschuldigte die Junta und forderte eine Rückkehr des Königs und eine starke Regierung (die selbstverständlich unter ihm gebildet werden sollte).

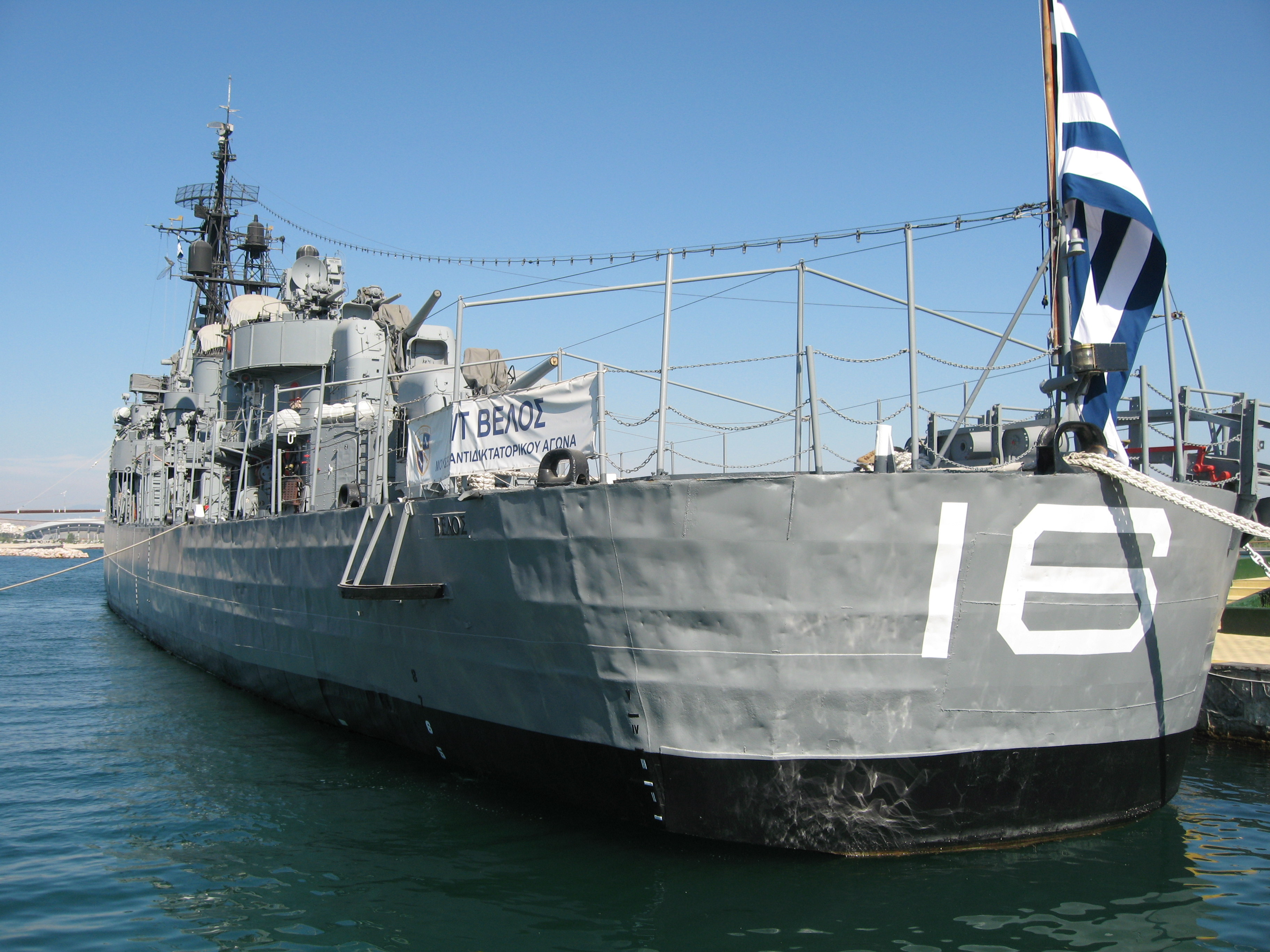
Die Velos heute mit einer Ausstellung über die Diktatur

Papadopoulos interpretierte dies als einen Aufruf an die Royalisten und im Mai 1973 versuchten Marineoffiziere auch einen Putsch, der jedoch kurz zuvor aufgedeckt wurde und mit harten Konsequenzen für die beteiligten Kreise scheiterte. Der Zerstörer Velos war jedoch schon ausgelaufen und sein Kurswechsel zum italienischen Hafen Fiumicino und die dortige Bitte des Kommandeurs Pappas um politisches Asyl sorgte für weltweites Aufsehen. „In Washington wurden Zweifel laut, ob die griechischen Streitkräfte überhaupt noch einsatzfähig seien.“
Papadopoulos versuchte die Flucht nach vorn, schaffte am 1. Juni 1973 die Monarchie offiziell ab, versprach Parlamentswahlen, eine Abstimmung über die seit 1968 verschleppte (scheindemokratische) Verfassung und ein Referendum am 29. Juli 1973: eine Abstimmung über ihn selbst als einzigen Präsidentschaftskandidaten.
Das Referendum fand statt und „trotz düstere(n) Drohungen [… und] obwohl in Griechenland Wahlpflicht bestand, blieben rd. 25 Prozent der Wähler den Urnen fern.“ 77 % (3,8 Mio.) stimmten für JA und 22 % (1 Mio.) für NEIN. „Trotz zahlreicher Zweifel erklärte der Oberste Gerichtshof am 13. August 1973 die Wahlen für gültig.“
Papadopoulos zeigte sich großzügig und kündigte eine Amnestie an: „In der Tat wurden alle politischen Gefangenen (noch 350) entlassen. Unter ihnen befanden sich Alexandros Panagoulis (Attentäter auf Papadopoulos 1968) und Evangelos Averoff.“
Doch Papadopoulos fand keinen prominenten Politiker für das Amt des Premiers. Am 1. Oktober 1973 setzte er als Präsident alle bisherigen Minister ab, darunter auch die sechs Mitglieder der ursprünglichen Junta. Die Ernennung einer neuen Regierung unter Spyros Markezinis „war für die Demokraten (als Maßnahme zur Demokratisierung) zu gering und für die Hardliner im Militär zu groß.“

### Der Aufstand am Polytechnikum im November 1973

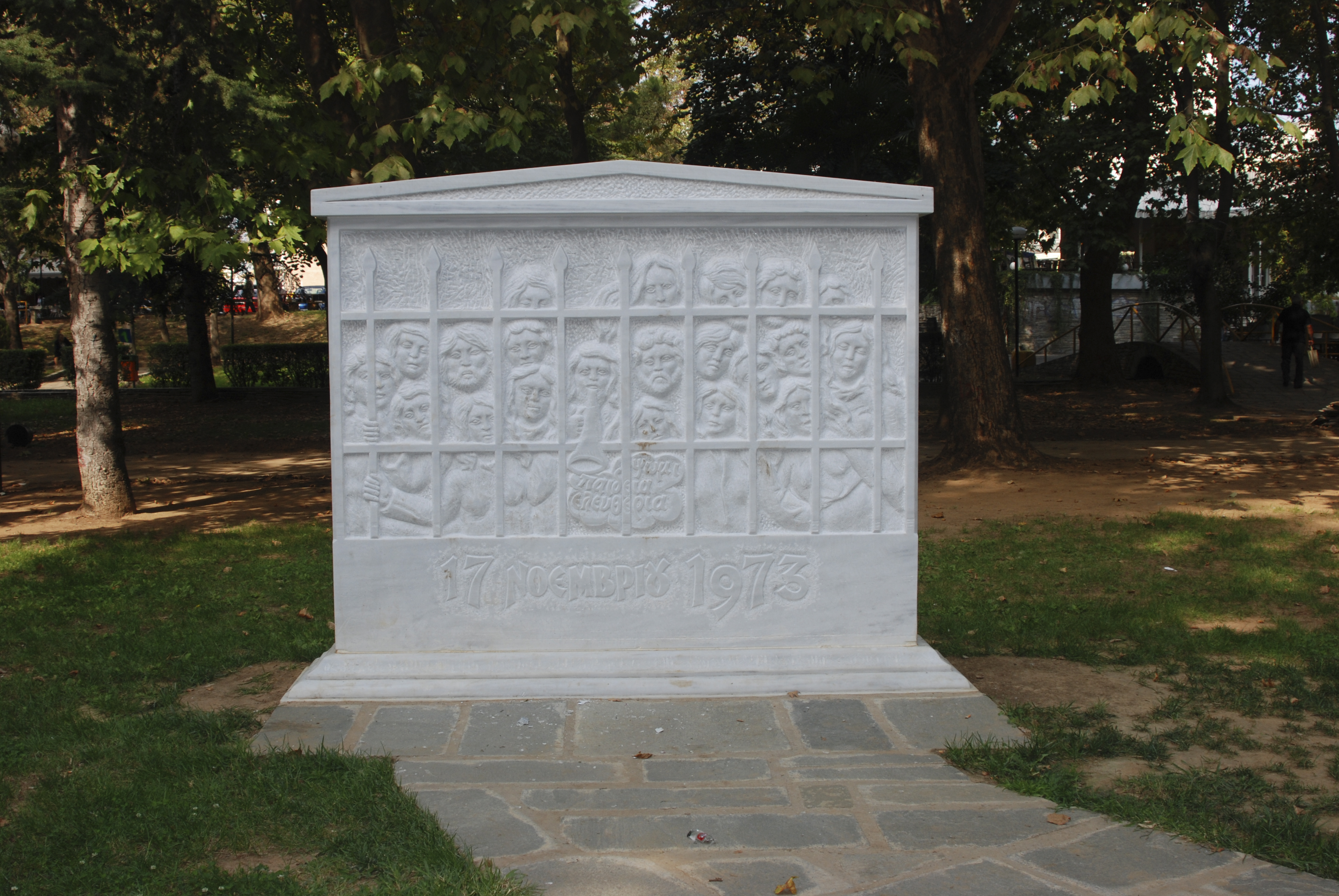
Gedenkstein in der Stadt Drama

Eine Jugend- und Studentenbewegung, vergleichbar der 68er-Bewegung in vielen Ländern des westlichen Europas, konnte sich in Griechenland nicht entwickeln, da die Diktatur auch an den Universitäten jede Form von Opposition unterdrückte. Doch es hatte sich im Laufe der Jahre an den großen Universitäten immer wieder Unmut an der Tatsache entzündet, dass den Studierenden keine demokratische Wahl ihrer Vertretung in den Universitätsgremien erlaubt wurde.

#### Beginn der Proteste
Im Wintersemester 1972/73 wurden wiederum Wahlen gefordert und auch über die Lehrinhalte wollten die Studierenden diskutieren. Nach der Zurückweisung kam es zu ersten Protesten, Polizeieinsätzen und zu einem Gesetz, das es ermöglichte, „unbotmäßige Studenten sofort zum Militärdienst einzuziehen.“ Dagegen kam es zu weiteren Unruhen und neuen Einberufungen. Schließlich verbarrikadierten sich am 21. Februar etwa 2000 Studenten im Gebäude der juristischen Fakultät. Doch die Juntaführung blieb hart – die 96 einberufenen Studenten sollten ihren Wehrdienst ableisten. Nun folgten auch Unruhen in Thessaloniki und Patras. In Athen wurde wiederum die juristische Fakultät besetzt und am 20. März 1973 stürmte die Polizei das Gebäude.
Jede Rechtshilfe griechischer und auch internationaler Anwälte wurde den Verhafteten verwehrt.
Nach dem jährlichen Trauergottesdienst in der Athener Kathedrale für Georgios Papandreou am 4. November kam es zu Kundgebungen gegen die Junta und zu Straßenschlachten mit der sofort eingreifenden Polizei. Weitere drastische Urteile gegen Studenten führten erneut zu Protesten, zunächst an der Universität Athen.

#### Besetzung des Polytechnio
Am 14. November besetzten einige tausend Studenten das Polytechnio in Athen. Andere versammelten sich in weiteren Universitätsinstituten. Alle Studenten forderten, dass sie ihre Vertretung selbst wählen durften. Die Wahlen sollten am 4. Dezember 1973 abgehalten werden. Papadopoulos zögerte zunächst, da sich der Direktor und der Senat des Polytechnio hinter die Studenten stellte und selbst der Erziehungsminister zu vermitteln suchte.
In den nächsten Tagen schlossen sich Tausende von Arbeitern und jungen Leuten den Studierenden an. Am 15. November „gegen 20 Uhr stieg die Zahl auf etwa 15.000. Dem Leitungskomitee wurden zwei Arbeiter und ein Schüler assoziiert.“
Am 16. November besetzten auch in Thessaloniki und Patras jeweils ca. 1000 Studenten Institute ihrer Universitäten. Am Nachmittag ordnete Papadopoulos den Einsatz der Armee in Athen an. Nachdem das Gelände des Polytechnio von der Polizei abgeriegelt worden war, setzten sich um 22:30 Uhr Militäreinheiten mit 10 Panzern und drei gepanzerten Mannschaftstransportwagen in Richtung Zentrum in Bewegung. Inzwischen war der Vorhof des Polytechneions voll von Studenten. Es kam zu verzweifelten Verhandlungsversuchen, doch um ein Uhr früh am 17. November walzte ein Panzer das Eingangstor nieder.

„Dabei soll es Tote gegeben haben. Die Soldaten drangen in das Gebäude ein. Um 2.45 Uhr endeten die Sendungen von Radio Polytechneion. Die Studenten auf dem Gelände und im Gebäude versuchten zu fliehen. Vielen gelang die Flucht, aber eine große Zahl wurde verhaftet.“

Denkmal für die Opfer des Aufstands vom November 1973 im Hof des Athener Polytechnio

Die im späteren Prozess gemachten Angaben über die Opfer schwanken. Danach hatte es zwischen 700 und 1000 Verhaftete, zwischen 180 und 200 Verletzte und 23 Tote gegeben. Bei der Polizei soll es weniger als ein Dutzend Verletzte gegeben haben, von denen keiner Schussverletzungen hatte. Nur ein Polizist war ernsthaft verletzt.
Die Unruhen gelten allgemein als „Aufstand der Studenten“, doch zeigt eine Zuordnung der Verhafteten bei der Niederschlagung in der Nacht des 16. auf den 17. November, dass die Beteiligung weit umfassender war: „Nur 49 Studenten stammten vom Polytechneion. 268 Studenten gehörten anderen Athener Universitätsinstitutionen an. 74 waren Schüler und 475 Arbeiter.“
Bis heute findet jedes Jahr am 17. November eine Gedenkdemonstration statt.

## Das Ende des Regimes

### Der Sturz von Papadopoulos
„Die Ereignisse rund um das Polytechneion beschleunigten eine andere Entwicklung:“ Die 1973 unter dem Druck zunehmender Unzufriedenheit mit dem Regime, nachlassender wirtschaftlicher Erfolge und außenpolitischer Isolation von Papadopoulos 1973 vage in Aussicht gestellte allmähliche Rückkehr zur Demokratie – die unverdient bereits als „politische Wende“ (griechisch μεταπολίτευση metapolitefsi) bezeichnet wurde –, erregte den Unmut der Hardliner im Militär, die ihn des Verrats an den Idealen des Putsches vom 21. April bezichtigten.
Am 23. November 1973, als die Hochschulen wieder ihren Verwaltungen übertragen worden waren, „akzeptierte Papadopoulos Markezinis’ Forderung, dass die Wahlen im Februar 1974 stattfinden sollten.“ Dies sollte auf einer bevorstehenden Tagung des NATO-Rates bekannt gegeben werden. Nun musste die Gruppe um ESA-Chef Dimitrios Ioannidis handeln. In den frühen Morgenstunden des 25. November 1973 fuhren wiederum Panzer im Athener Zentrum auf, die Telekommunikationszentrale wurde besetzt und Papadopoulos in seiner Residenz isoliert. Um die Mittagszeit erschien der neue Präsident im Fernsehen: Phaidon Gizikis. Neuer Premierminister wurde Adamantios Androutsopoulos. Die sechs Jahre dauernde Herrschaft von Georgios Papadopoulos war beendet.

### Das Regime Ioannidis
Der Chef der Militärpolizei ESA, Dimitrios Ioannidis, „war ein asketischer Fanatiker im Denken und Handeln, der von der Demokratie westlicher Prägung nichts hielt. [Er war …] für die von seinen Leuten verübten Foltern verantwortlich und billigte sie. Im Augenblick genügte es ihm, aus den Kulissen die Entwicklung zu steuern.“ Die neue Regierung übte sich wiederum in vielerlei Versprechungen, doch selbst US-Botschafter Tasca stellte fest, dass die „Flitterwochen“ nur kurz waren und die Ernüchterung bald folgte.
Politisch war die US-Regierung durch den Watergate-Skandal geschwächt – US-Außenminister „Kissinger übernahm de facto die Rolle des Präsidenten, […] der nicht die geringste Ahnung von Griechenland hatte.“ Am 20. März 1974 wurde auf einer Sitzung in Washington jede Entscheidung verschoben – dies bedeutete, „dass er (Kissinger) sich auch mit seiner Politik der Nichteinmischung einmischte eben zugunsten von Ioannidis, denn Nichteinmischung bedeutete Zustimmung.“ Warnende Stimmen im US-Außenministerium konnten sich nicht durchsetzen.
Sorgen machte den Amerikanern die weitere Dequalifizierung der Armeeführung durch umfangreiche Ersetzung von Offizieren auf „höchsten Kommandoposten“ durch unerfahrene, aber loyale Regime-Anhänger: „Dass in einer solchen Armee nichts mehr, weder die Führung noch die Logistik, funktionierte, ist wenig erstaunlich, konnte aber katastrophale Auswirkungen haben, wenn der Ernstfall einer Bedrohung von außen eintreten sollte. [… Zudem] verstand sich das neue Regime nicht als Teil des westlichen Bündnissystems.“
Zu einer sich erneut verschärfenden wirtschaftlichen und sozialen Lage kam nun noch eine Ausweitung des Konflikts mit der Türkei.

### Der griechisch-türkische Konflikt
1973 war es – bezeichnenderweise im Jahr des „Ölpreisschocks“ – zu Erdölfunden in der östlichen Ägäis gekommen und zu einem Streit um die Hoheitsgewässer der beiden Nachbarstaaten, verschärft durch Seerechts-Bestimmungen um jeweilige Festlandsockel oder auch das zwischen Staaten liegenden „Schelf – Einteilungen“, die sich durch die ägäische Inselwelt kompliziert und vielseitig interpretierbar gestalten. Bereits im Frühjahr 1974 kam es zu Zwischenfällen mit Flugzeugen, zu Drohungen und Beschwichtigungen, abgebrochenen und wiederaufgenommenen Verhandlungen und „am 3. Juli 1974 erklärte [der griechische] Außenminister Tetenes seinen Rücktritt, weil er […] befürchtete, dass es zu einer gewaltsamen Auseinandersetzung kommen könnte. […] Die weitere Entwicklung geriet (jedoch) in den Sog der Ereignisse auf Zypern.“

#### Die Zypern-Politik des Ioannidis-Regimes
Papadopoulos – so Heinz Richter – „war in Bezug auf Zypern zum Realpolitiker geworden, […] er wusste, dass jeder Versuch, die Enosis durchzusetzen, Krieg mit der Türkei bedeutet, und dieser würde eine Niederlage Griechenlands […] bedeuten.“ Ioannidis hingegen „fehlte nur noch der Anlass für eine Intervention.“ (S. 415).
Im Juni 1974 sprach Ioannidis im Regierungskreis offen davon, dass der zyprische Präsident Makarios III., den er auch als „Kommunistenfreund“ bezeichnet hatte, beseitigt werden müsse und selbst gegenüber US-Botschafter Tasca sprach er vom „ausschalten“. Makarios selbst nahm entsprechende Warnungen nicht ernst, da er sich eine derartige Provokation der Türkei nicht vorstellen konnte. Ioannidis versicherte „am 14. Juli sogar noch dem Athener CIA-Chef, dass die griechische Regierung nichts gegen Makarios unternehmen werde.“

#### Der Putsch auf Zypern
„Der Putsch gegen Makarios begann um 8 Uhr des 15. Juli 1974, als rebellierende Angehörige der Nationalgarde den Präsidentenpalast angriffen. Mit knapper Not gelang Makarios die Flucht. […] Über die britische Akrotiri-Basis wurde er von einem Flugzeug über Malta nach London gebracht. Genau genommen war der Putsch gegen Makarios gescheitert, als der Anschlag auf dessen Leben fehlschlug.“ In den nächsten Tagen kontrollierten die Putschisten die ganze Insel und errichteten ein Terrorregime unter dem „als pathologischen Killer bekannten“ Ioannidis-Getreuen Nikos Sampson.
Eine seit dem Vorabend auf dem Weg befindliche Invasionsflotte der Türkei wurde in Athen als „Übung“ fehlgedeutet und somit kam es zu einer ungestörten Invasion der türkischen Streitkräfte am Morgen des 20. Juli 1974 auf Zypern.

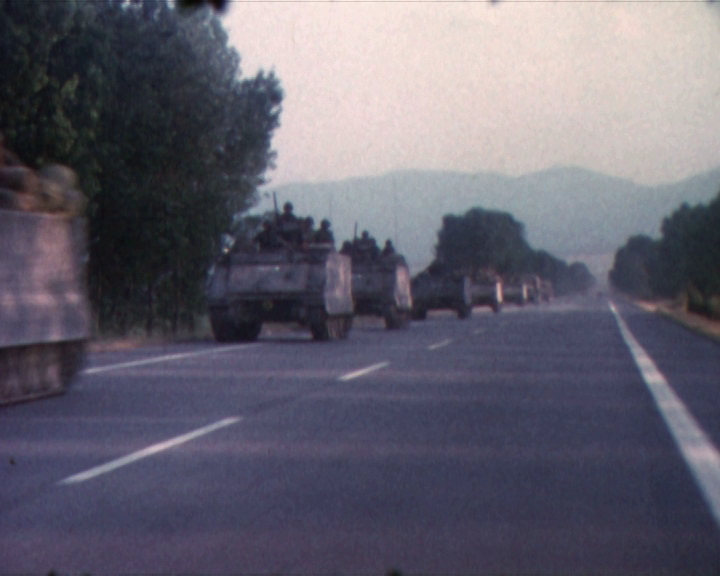
Militärischer Konvoi in der Region Katerini

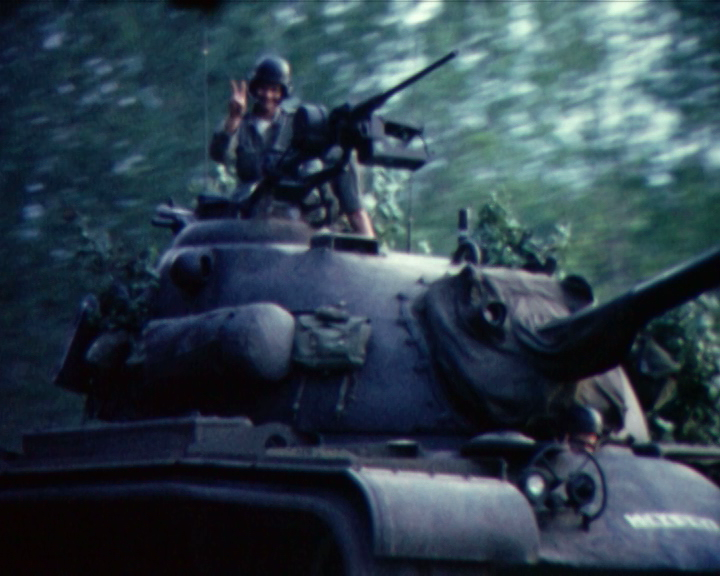
Griechischer Panzer auf dem Weg an die türkische Grenze

Der Kriegsrat der Junta proklamierte daraufhin die Mobilisierung der Armee: „200.000 Mann [wurden] in Thrakien für eine Gegenoffensive auf Istanbul bereitgestellt […] Truppen und Panzer auf die Ägäis-Inseln [verlegt].“
Während die US-Diplomatie im Vorfeld des Putsches nichts unternommen hatte – „In Unkenntnis der Konsequenzen […] ließ (Henry Kissinger) den Dingen ihren Lauf“ –, versuchte sein Chefunterhändler Joseph J. Sisco nun, beide Seiten zu beschwichtigen. Der türkische Ministerpräsident Bülent Ecevit und seine Militärs waren jedoch nicht bereit, ihren Vorteil aufzugeben und Ioannidis war der Meinung, „die einzige Lösung sei ein Krieg mit der Türkei.“

## Der Zusammenbruch
Für den 22. Juli 1974 wurde auf amerikanischen Druck hin zwar ein Waffenstillstand vereinbart, doch um 11 Uhr des Tages begann die zweite türkische Landung, mit deren Kräften die Teilung der Insel durchgeführt werden sollte. Der Oberbefehlshaber der griechischen Armee, General Bonamos, erklärte, es gebe „keine Möglichkeit, den Kampf der Nationalgarde zu unterstützen“ und geriet dadurch in Gegensatz zu Ioannidis. Doch die oppositionellen Offiziere im Norden Griechenlands waren entscheidungsfreudiger:

„In Athen schwirrten am 22. Juli die Gerüchte durch die Stadt. Eines davon besagte, dass 250 Offiziere des 3. Korps in Makedonien den Rücktritt der Regierung und die Rückkehr des Königs gefordert hätten, was auch wirklich den Tatsachen entsprach. Der Aufruf wurde von der Deutschen Welle und der BBC nach Griechenland gesendet.“

„Ioannis Davos, Kommandierender General des 3. Armeekorps in Saloniki und erklärter Gegner der Ioannidis-Clique, gebot seit der Mobilisierung gegen die Türkei über das Gros der Streitkräfte. Er führte dann den entscheidenden Schlag gegen die Athener.“

In Athen war der Marinechef Petros Arapakis die treibende Kraft; er erklärte am 23. Juli 1974 morgens die Militärregierung für abgesetzt. Die Minister der Junta räumten ihre Büros. „Ioannidis verabschiedete sich und bat die Armeeführung um zwei Tage Urlaub. Danach verließ er den Raum.“

„Über Nacht verschwand wie ein Spuk jenes KZ-Regime, das mehr als sieben Jahre lang eine Schande für die Wiege der Demokratie, ein Ärgernis für EG-Europa und eine Belastung für das westliche Bündnis geworden war: eine Diktatur, die weder eine Ideologie hatte, noch dem Volk politische Perspektiven weisen konnte, ein hohles, auf schiere Machtausübung und sonst nichts ausgerichtetes Staatswesen.“

Um 14 Uhr waren die wichtigsten Politiker der Vor-Junta-Zeit versammelt, Evangelos Averoff schlug Karamanlis als Regierungschef vor und nach einigem Hin und Her telefonierte der bisherige Präsident Phaidon Gizikis mit dem Ex-Premier, der nach seiner Wahlniederlage 1964 ins Exil nach Paris gegangen war.
„Die Entscheidung der Militärs, die Regierungsgewalt an eine zivile Regierung zu übergeben, wurde am 23. Juli 1974 um 19.03 Uhr über den Rundfunk bekannt gegeben. Dies löste die größte Massendemonstration seit der Räumung Athens 1944 durch die Wehrmacht aus.“
Konstantinos Karamanlis erklärte sich bereit, das Amt des Ministerpräsidenten zu übernehmen. Als er in der Nacht zum Mittwoch, dem 24. Juli 1974, um 2 Uhr mit einem Flugzeug des französischen Staatspräsidenten Valéry Giscard d’Estaing in Athen eintraf, fand ein spontanes Volksfest statt. „Während die Massen in den Straßen lärmten, versammelten sich 5000 Studenten [an der Technischen Hochschule] zu einem Requiem […] und verlasen eine Liste von 42 im November 1973 erschossenen Jungen und Mädchen.“
Am 24. Juli 1974 wurde bereits das neue Kabinett vorgestellt „und der Regierungssprecher [gab] bekannt, dass alle politischen Gefangenen freigelassen [würden], […] alle politischen Vergehen würden amnestiert. […] Am 25. Juli 1974 kamen die letzten 45 Insassen […] von Gyaros zurück.“
Mikis Theodorakis und Melina Mercouri kamen aus der Verbannung wieder in die Heimat.

### Säuberungen
In Karamanlis’ Kabinett, vorgestellt am 26. Juli, wurde Georgios Mavros Vizepremier und Außenminister, Averoff wurde Verteidigungsminister. Dieser erklärte sofort, „dass die Kompetenzen der Militärpolizei auf den militärischen Bereich beschränkt seien.“ Auf die Forderung, Ioannidis als Kommandeur der Militärpolizei zu entfernen, lehnte Averoff dies ab und sagte, „es gebe keinen Grund, gegen Ioannidis vorzugehen, schließlich sei er einer der Offiziere gewesen, die die Rückkehr zur Demokratie ermöglicht hätten. Ganz offensichtlich traute sich Averof noch nicht, gegen Ioannidis vorzugehen. Auch Papadopoulos befand sich noch in Freiheit.“
Bei der Säuberung des Staatsapparates und des Militärs von Junta-Anhängern ging Karamanlis sehr vorsichtig und sukzessive ans Werk. Am 19. August wurden zehn Generäle zwangspensioniert und am 26. August „nun endlich auch Ioannidis.“ Gegen 20 Offiziere wurden Verfahren wegen Missbrauchs ihrer Amtsgewalt [Folterungen] eingeleitet. „Bedenklich war der Beschluss, alle Akten der Militärpolizei mit Ausnahme von Spionagefällen zu vernichten.“ Konsequenter wurde der Staatsapparat gesäubert, auch sollten politische Verbrechen der Mitglieder der Junta nie amnestiert werden können. Am 28. August wurde eine Untersuchung gegen die Verantwortlichen der Niederschlagung der Unruhen am Polytechneion eingeleitet und am 21. Oktober empfahl der Bericht eine Anklageerhebung gegen Ioannidis und 29 Armee- und Polizeioffiziere. „Erst am 23. Oktober wurden Papadopoulos, Pattakos, Makarezos, Ladas und Rougofalias verhaftet und auf die Insel Kea in den Kykladen verbannt. Noch immer traute man sich aber nicht, massiver gegen die Junta und ihre Kollaborateure vorzugehen.“
Drei Führer des Militärputsches vom 21. April 1967 – Papadopoulos, Pattakos und Makarezos – wurden im August 1975 wegen Hochverrat zum Tode verurteilt, Dimitrios Ioannidis zu lebenslänglichem Zuchthaus.
Die Strafen wurden später in lebenslange Haft umgewandelt.

### Übergang zur Demokratie
Nach der Wiederinkraftsetzung der Verfassung von 1952, der Erklärung über die Gültigkeit rechtsstaatlicher Prinzipien und der Wiederzulassung von politischen Parteien wurden die großen Parteien der Zeit vor der Junta wiederbelebt bzw. neu gegründet. Bei den Wahlen vom 17. November 1974 kandidierte Karamanlis mit seiner Partei Nea Dimokratia (ND) und dem Slogan „Ich oder die Panzer“ und gewann 54,37 % der Stimmen und auf Grund des verstärkten Proportionalwahlrechts 73,3 % der Sitze. Mavros’ Partei Enosis Kentrou Nees Dynames (EK-ND) gewann 20,42 % und 20 % der Sitze.
Das eigentliche Problem in diesen Monaten – welches eine weltpolitische Dimension annahm – war die Eskalation des Zypernkonflikts durch die anfängliche Unterstützung des Putsches auf Zypern und die darauf folgende Teilung der Insel.

## Konflikt um Zypern
Zur gleichen Zeit, als Ioannidis und damit die Militärdiktatur ihren Rückzug antrat, gab es auf Initiative von UN-Vertretern, die verfassungsmäßige Zustände anmahnten, auch in Nikosia einen Machtwechsel: Der Putsch-Präsident Sampson trat zurück und wurde von Kliridis abgelöst, der rasch zu verstehen gab, dass er „Makarios nach wie vor als rechtmäßigen Präsidenten betrachte und ihn nur vertrete.“
In Athen erklärte Karamanlis am selben Tag, dass er Zyperns „Unabhängigkeit und territoriale Integrität mit aller zur Verfügung stehenden Macht verteidigen werde“. Die Armee aus Thrakien zog Karamanlis zurück – „für die Situation sei das am 24. Juli abgetretene Militärregime verantwortlich.“
Zur Genfer Konferenz (vom 25. bis 30. Juli 1974) über Zypern reiste der neue Außenminister Mavros und traf auf einen harten Kurs seines türkischen Kollegen Güneş. Die Türkei wollte innerhalb eines unabhängigen Zypern ein großes Gebiet für eine autonome türkische Volksgruppe einrichten, wozu Karamanlis seine Zustimmung nicht geben konnte. Kissinger hatte zuvor vermittelt und so kam es zu einer weiteren Konferenz in Genf vom 8. bis 14. August 1974. Die türkischen Truppen rückten dabei systematisch weiter vor. Dadurch brachte Ecevit auch Briten und Amerikaner gegen sich auf, doch waren diese untereinander nicht einig und Karamanlis und Makarios wollten sich nicht gegenseitig zur Unterwerfung unter die türkischen Pläne überreden. Eine halbe Stunde nach Ende der Konferenz begann die zweite türkische Militäraktion, die auf keinen Widerstand traf und die eine große Fluchtwelle unter den Griechen auslöste. „Als um 18 Uhr des 16. August 1974 der zweite Waffenstillstand in Kraft trat, hatte die türkische Armee fast 37 % der Fläche Zyperns besetzt.“
Schon bei der Nachricht vom türkischen Angriff hatte Karamanlis „außer sich vor Wut über Ecevits Verhalten“ U-Boot- und Luftangriffe auf die Invasionstruppen angeordnet, eine Idee, die jedoch von seinen Kommandeuren und auch von Averoff zurückgewiesen wurde. Griechenland konnte sich einen Krieg und eine Niederlage gegenüber der Türkei nicht leisten. Daraufhin erklärte Karamanlis den Austritt Griechenlands aus der NATO, politisch sollte das Land jedoch Mitglied des Bündnisses bleiben.
Richter bezeichnet dies „als kapitalen Fehler der griechischen Außenpolitik […, da] sich Karamanlis jeder Möglichkeit beraubte, über die NATO wirksamen Druck auf die Türkei auszuüben.“ Unabhängig davon entwickelten sich international hektische Aktivitäten, doch die Türkei hatte vollendete Tatsachen geschaffen und Griechenland war nicht bereit, diese in dieser Form zu akzeptieren. Die Neue Zürcher Zeitung kommentierte: „Zypern ist nun offenbar ein weiteres Land, wo das Allheilmittel für Konflikte nach dem Zweiten Weltkrieg angewendet wird, nämlich die Teilung.“
Am 18. August kam es in Athen zu massiven antiamerikanischen Protesten, da die Bevölkerung den USA eine Begünstigung der Türken unterstellte. Die nächsten Wochen vergingen allseits mit diplomatischen Kontakten, auch in ganz Europa, um zu einem Kompromiss zwischen der griechischen, türkischen und zypriotischen Seite zu kommen. Ohne Zweifel hatten die Türken die stärkste Position, auch Kissinger nicht als ihren Kontrahenten, der „die Türkei für den nächsten Nahost-Krieg benötigte“ und so war abzusehen, dass die Türken ihre „bizonale Lösung“ durchsetzen würden. Karamanlis und Makarios konnten sich nicht auf eine gemeinsame Vorgehensweise einigen und so zog der griechische Premier sich aus dem Lösungsprozess zurück: „Von nun an waren die Verhandlungen über eine Lösung des Zypernproblems eine Sache der Zyprioten unter sich. Athen war bereit, jede Lösung zu akzeptieren, der Makarios oder die Zyprioten zustimmen würden. […] Moralisch gesehen ließ er die Zyprioten im Stich, aber aus dem Interesse Griechenlands blieb ihm keine andere Wahl.“ Die daraus folgenden Vereinbarungen bilden bis heute den Status quo.

## Nachwirkungen
Für Griechenland bedeutete die Militärdiktatur das Ende der Monarchie und eine Verzögerung im europäischen Integrationsprozess. Das Assoziierungsabkommen und die Aussicht auf eine Mitgliedschaft in der damaligen Europäischen Wirtschaftsgemeinschaft musste neu gestartet werden. „Eine pragmatische Wirtschaftspolitik, eine vorsichtige Demokratisierung und die Wiederannäherung an Westeuropa (1974 Wiederaufnahme in den Europarat, 1981 Vollmitglied der EG) führten Griechenland in eine ruhigere Phase seiner jüngsten Geschichte.“

„Es ist oft gesagt worden, welche Übel die Diktatur mit sich gebracht hat; am schlimmsten ist der irreparable Schaden für Zypern. Ohne es zu wollen, haben die Putschisten aber auch etwas Gutes bewirkt, denn sie haben den Gang der Geschichte beschleunigt: die Abschaffung der Monarchie, die Einführung des Neugriechischen, die Zulassung aller politischer Parteien … – Veränderungen, die sonst Jahrzehnte gedauert hätten.

Diktaturen bedienen sich der Gewalt und der Folter, damit schließen sie sich selbst aus der Sphäre der Politik aus. Man darf sie deshalb auf keinen Fall tolerieren. Eine Diktatur muss umgehend abgelehnt werden, ohne Wenn und Aber.“

## Mangelhafte Aufarbeitung
Die juristische Aufarbeitung beschränkte sich auf die Aburteilung der Führer der Militärdiktatur. Den übrigen Beteiligten wurde eine weitgehende Amnestie gewährt. Auf eine umfassende Aufarbeitung der Diktatur und ihrer Verbrechen verzichtet man, um den Konflikten aus dem Weg zu gehen, die bei einem solcher Schritt offengelegt hätte. Anstelle einer Aufarbeitung sollte es eine „nationale Versöhnung“ geben.
Die Terrororganisation 17. November nahm die mangelnde Aufarbeitung zum Vorwand, Rache zu üben, und verübte zwischen 1975 und 2000 insgesamt 23 Morde.

## Filme
- Europas vergessene Diktaturen: Das Regime der Obristen in Griechenland, zdf.info, 45 min, Erstausstrahlung am 7. Dezember 2021
- Oxi – Nein (1969) von Karlheinz Mund, DEFA-Dokumentarfilm[125]
- Z von Constantin Costa-Gavras